# 《资本论》的成书与传播史
《资本论》是由思想家马克思主笔，恩格斯等人合力编纂的一部旨在揭示“现代社会经济运动规律”的著作。该著作的成书历史可以追溯到19世纪。马克思最初提出写作一部关于政治经济学的著作，以揭示资本主义制度的本质和运作机制。他在英国伦敦的图书馆中进行了大量研究和资料搜集，深入研究了当时的经济理论和社会现实。
《资本论》第一卷于1867年出版，这一卷主要探讨了商品生产、货币、劳动价值论等概念，揭示了商品交换背后的社会关系和生产关系。马克思在书中详细阐述了剩余价值理论，强调了资本主义制度中劳动者被剥削的现实。第一卷的出版标志着《资本论》的开篇，引起了当时学术界和社会的广泛关注。随后，马克思继续扩展和深化他的理论，陆续完成了《资本论》的第二卷和第三卷。第二卷于1885年出版，进一步探讨了资本主义生产过程中的循环和再生产问题，深化了对资本主义经济体系的分析。第三卷则于1894年由恩格斯编辑完成并出版，探讨了资本主义制度中金融资本、利润率下降趋势等重要议题，对资本主义的发展趋势进行了深入研究。
《资本论》自问世以来被翻译成多种语言并在全球传播。不仅在德语和英语世界广泛流传，还被翻译成法语、西班牙语、俄语、日语、中文等多种语言。这些翻译使得《资本论》的影响力得以扩大，深入到不同文化和社会领域。其思想和理论对全球范围内的政治、经济和社会学领域产生了深远影响。

## 概述
《资本论》全称《资本论·政治经济学批判》，是一部由德国哲学家、经济学家卡尔·马克思主笔写作，弗里德里希·恩格斯等人编纂而成的政治经济学著作。这是一部以客观方式研究资本主义社会内部运作规律，分析根源并预测未来的著作。全书共四卷，4000多页，总计超过300万字。前三卷为理论部分，主要研究资本生产的过程、资本流通的过程并实质讨论了剩余价值的产生、流通以及分配过程，总计190多万字。第四卷为历史部分，在批判古典政治经济学的同时拓展马克思经济理论的观点。
第一卷名为《资本的生产过程》，共分为7篇总计25个章节，主要分析和讨论资本、剩余价值的生产过程。作为第一卷的补充以及第三卷的引言，第二卷名为《资本的流通过程》，共分为3篇总计21个章节，主要在第一卷的基础上讨论和研究剩余价值的流通与实现过程。第三卷名为《资本主义产生的总过程》，共分为5篇总计52个章节，主要说明资本运作过程的各种具体形式，分析剩余价值的分配。第四卷即为《剩余价值理论》，也称为《剩余价值学说史》，主要将前三卷的研究成果以学说史的形式进行说明。依照《马克思恩格斯全集》俄文第二版，本卷分3册。
作者马克思花费40余年，在参考了1500多种报刊、书籍和档案的基础上编写而成。马克思去世时，本书尚未完成，之后由其朋友及同事恩格斯继续编辑出版了第二卷和第三卷。在马克思与恩格斯之后，后人又断断续续的用了70年左右的时间整理和出版《资本论》。第一卷第一版于1867年9月14日在德国汉堡正式出版。此后，第二卷和第三卷在马克思去世后经恩格斯整理，分别于1885年7月初和1894年在德国出版。恩格斯生前将称为历史部分的第四卷委托给了考茨基，后者将第四卷作为与《资本论》相独立的著作并命名为《剩余价值学说史》，分成三卷共四册（第二卷分两册）分别于1904年、1905年与1910年出版。
自德文版出版后，《资本论》在150多年间被翻译成70多种文字的数百个版本，全球销量达20亿册。

## 成书历史

### 背景
1615年，法国重商主义经济学家安·德·蒙克莱田在《献给国王与王太后的政治经济学》（法語：Traicté de l'économie politique）一书中首次提出“政治经济学”一词，自此将经济问题上升为国家或社会问题，同时也催生出了各种政治经济学流派。在英法等国流传过程中，产生了资产阶级的政治经济学研究。
19世纪中期，随着欧洲资本主义经济的迅猛发展，社会固有的基本矛盾也日趋显著。在这一时期，随着欧洲三大工人运动的失败，无产阶级与资产阶级之间的斗争越来越尖锐和复杂化。深感无产阶级运动需要有科学理论支持和指导的马克思与恩格斯于是开始着手创建工人阶级政治经济学。
1843年2月，因《莱茵报》被普鲁士当局查封，马克思离开德国前往荷兰。10月，马克思因《德法年鉴》决定在巴黎出版而举家迁往那里。同一时间，他在开始着手收集研究资产阶级经济学所需的资料时，又于1843年的夏天撰写了《黑格尔法哲学批判》一书。也就是从这年底，马克思开始系统地研究政治经济学。《德法年鉴》在1844年1月出版后，马克思开始集中精力研究政治经济学。这一年，马克思所有的研究结果被汇总为1844年的《经济学研究札记》和《1844年经济学——哲学手稿》这两个文件中。
1847年，马克思参与领导了共产主义者同盟，并和恩格斯一起起草了《共产党宣言》。随着1848年欧洲大革命的失败，马克思与恩格斯前往巴黎并住在百合花大街45号，开始总结革命失败的教训。1849年夏末，因遭到法国政府驱逐，马克思移居英国并在伦敦的英国博物馆开始文献阅读和笔记整理。由于接连遭到普鲁士、比利时和法国政府的驱逐，马克思放弃了普鲁士国籍，作为一个没有国籍的“世界公民”继续活动。
马克思初到伦敦时，以每周6英镑的房租住在切尔西区安德森大街4号。之后由于马克思深陷财务危机而无法担负房租，一家人前后历经累斯顿大街旅馆和迪安大街45号，最终在迪安大街28号两个狭小的房间内落脚。1849年12月，马克思终于得到了一张英国博物馆的阅览证。他每天在阅览室内从上午9年一直工作到下午8点，之后回家整理白天记录的笔记到深夜两三点。在这里，他重新研究了包括亚当·斯密和大卫·李嘉图在内的古典经济学家，并拜读了富拉顿、图克和西尼耳等人的作品，在研究货币、财政、土地所有制、人口、殖民地等问题后，做了大量的笔记。在精读了1500多本著作，完成100多本摘录笔记的基础上，马克思开始了《资本论》的写作。

### 写作
马克思查阅的书籍涵盖内容广泛，包括历史学、经济学、法律学、农艺学、工艺学和解剖学，甚至包括各种作为英国议会报告材料的蓝皮书。马克思将这些蓝皮书作为研究资本主义经济变化的第一手资料完成了第一卷中有关英国劳工法的20多页文章。而在编写第二卷中“生产时间”相关的10页内容时，马克思又引用了来自5个国家的十多个相关方面的技术资料。1850年，马克思开始在有关英国与欧洲大陆价格史、经济危机史以及银行制度史的基础上，系统研究近十年的经济史，并在研究穆勒、富拉顿、托伦斯和图克等经济学家著作的基础上进行批判资产阶级政治经济学的写作。这一年年末，他转而钻研吉尔巴特、加尔涅和西尼耳等人的著作。
1853年起，马克思开始研究货币理论并着手在广泛阅读英国经济尤其是货币流通、土地与地租、人口和国家在经济生活中的作用问题来创立自己的经济学说。1854年，马克思花了大量时间收集和整理经济相关资料以便继续研究政治经济学。在5月给恩格斯的信中，马克思提到他在抽空学习西班牙文以便阅读西班牙文著作。不到半年后，马克思就能轻松的阅读西班牙文专著了。该年底至1855年初，马克思将整理笔记列了纲要，这些材料后来被用于编写《资本论》第三卷的内容。

#### 最初稿
1856年，马克思一家搬至肯蒂士镇后，他依然每天前往伦敦博物馆工作。这一时期，由于经济危机逼近，马克思重新着手研究政治经济学尤其是白银相关的问题。1857年8月开始，马克思依据此前十多年积累的材料，撰写了名为《政治经济学批判》的手稿，也就是《资本论》的第一稿。在这份手稿中，马克思仅写了《货币章》和《资本章》两章。这份手稿原计划分6册出版，其中的第一册于1859年6月在柏林出版，这被马克思称作《资本论》初篇。这一部分现在被收录于《马克思恩格斯全集》第46卷的《卡尔·马克思经济学手稿》中。

#### 第二稿
然而在这之后，写作因故中断一年半。此后经过重新研究的马克思决定按照此前编写《资本一般》的计划来安排结构，将全书分为资本的生产过程、流通过程、总过程的各种形式以及理论史这几个部分。
1861年8月至1863年7月，马克思撰写了一部总计23册、约200个印张的手稿。这个手稿也被冠以与已经出版的第一分册一样的标题《政治经济学批判》，其副标题则是《第三章：资本一般》。这份手稿就是《资本论》的第二稿，也就是《1861—1863年经济学手稿》，现在有一部分被收入进《马克思恩格斯全集》第47卷中。这份手稿中前五个笔记本反映了马克思写作《政治经济学批判》第二分册时的研究成果，这些笔记写成于1861年8月到12月。第六到第十五个笔记本以及第十八个笔记本被马克思定名为《剩余价值理论》。这一部分的正文写作，马克思在1863年1月完成。之后在同年3月到7月，他又通过一系列批判性评论对正文进行了补充。在第十六和第十七两个笔记本中，马克思着重研究机器的资本主义应用。在马克思的设想中，这份手稿被作为《资本的生产过程》最后的历史插论。
也正是在这时，马克思将书名以《资本论》为正标题、《政治经济学批判》为副标题。

#### 第三稿
1863年8月到1865年年末，马克思对第二稿中的部份理论进行了扩充，完成了《资本论》三卷版的新手稿的编写工作，这就是《资本论》的第三稿。之后，在恩格斯的建议下，他决定先出版手稿的第一卷。
在第一稿的《资本章》中分《资本的生产过程》、《资本的流通过程》和《结果实的资本、剩余价值转化为利润》三篇，其中就包含了部分后来第二卷的内容。之后在1865年至1867年间，马克思已经写下了第二卷的四份手稿。到1881年的时候，第二卷已经有八份手稿，后四份写于第一卷出版后的1877至1881年间。这些手稿分为《资本的循环》、《资本的周转》以及《流通过程和再生产过程所谓现实条件》三章结构。在马克思于1865年7月给恩格斯的信中提到了《资本论》的四册结构版本，也就是前三册理论部分，第四册历史文献部分。而在第二年10月，马克思又将全书四册结构中的第一册《资本的生产过程》与第二册《资本的流通过程》合并为第一卷，而第三册《总过程的各种形式》以及第四册《理论史》各成一卷，也就是三卷四册结构。但是1867年出版的第一版德文第一卷仅包含了第一册的内容。此时的三卷结构就被修改为第二、三册合并为第二卷，第四册独立成第三卷，其中第二卷是理论部分的续篇，第三卷则是自17世纪中叶之后的政治经济学史。然而第二卷出版时，恩格斯将原本的第二册单独成了一卷，由此将《资本论》全书变成了现行的四卷架构。1868年，为了更深入的研究土地关系和资本主义经济学在各国的新现象，马克思还特地写信齐格弗里特·迈耶尔（Siɡfrid Meyer），请后者提供一些美国报纸信息。为了进一步研究弗列罗夫斯基的《俄国工人阶级的状况》，马克思还在1869年底开始学习俄语。他向库格曼表示这是为了更好的编写《资本论》第二卷。此后他从俄国朋友手中得到了成箱的俄国书籍以至于在马克思1881-1882年的笔记本中有六页半记录了他藏书中150多种版本的俄国书籍。

## 德文原版出版

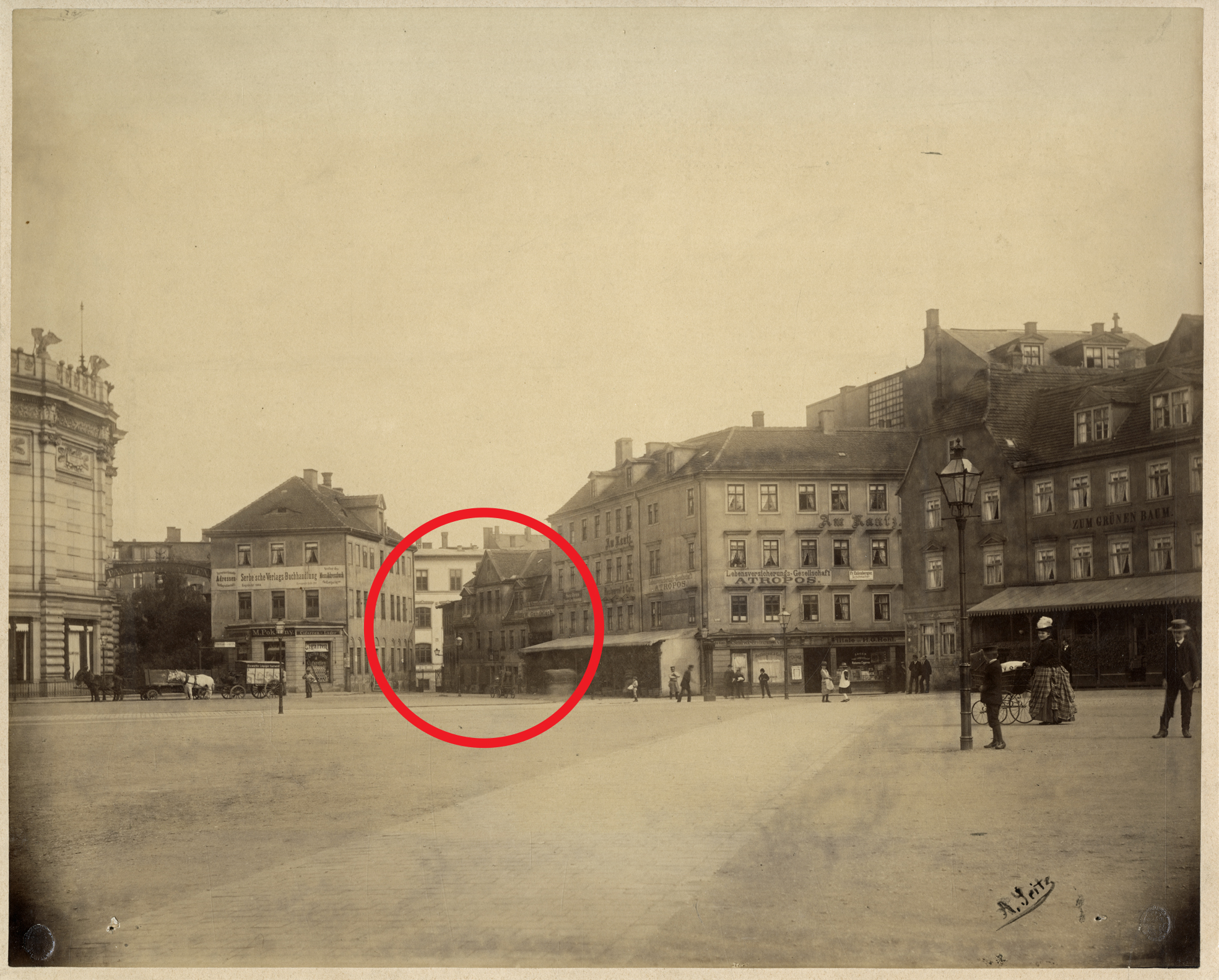
《资本论》1867年第一卷出版时负责印刷的印刷厂所在位置如图中红圈。

1867年9月14日，《资本论》德文原版第一卷首版在德国汉堡由奥托·迈斯纳出版社出版。由于迈斯纳没有足够的熟练校对人员和印刷工人，因此实际印刷由奥托·维干德的印刷厂负责。这1000册在1871年秋季售罄。之后出版商建议马克思出版第二版。为了方便工人群众购买和阅读，新版本被分成分册的形式。经过进一步修订后，第二版分成9个分册以超过2000的出版量在1872年7月到1873年6月间出版。除了编订形式外，相较于首版，第二版篇章结构更趋合理，对价值理论的阐释也更加清晰。1883年，3000册第三版《资本论》第一卷在汉堡出版。1890年下半年，第四版出版了。《资本论》第二卷在马克思逝世后于1885年7月在汉堡首版发行，之后在1893年出版了第二版。第三卷第一版1894年12月也在汉堡出版。

### 第一卷
马克思从1866年第一天开始对第一卷新手稿的第一册《资本的生产过程》做出版前最后的准备工作。在这一过程中，他还在利用英国官方的材料对手稿进行优化和增补的工作，实际上对整个第一卷新手稿进行了又一次的扩充修订。在这期间，马克思依旧反覆受到病痛的困扰，包括肝病、失眠和痈疖疮。马克思一家的经济状况也十分窘迫，需要恩格斯帮忙接济。
1866年11月，马克思完成了《资本论》第一卷定稿第一部分的誊写工作并将其寄给了汉堡出版商。第一卷的所有定稿最终于1867年3月27日完成誊写。1867年4月10日至12日，马克思从伦敦到德国汉堡进行第一卷的校对和出版活动。4月底，书稿被送到莱比锡进行印刷。5月5日，马克思收到了首批校样并开始校对。6月1日，出版商开始登广告以预告本书将在同年7月正式出版。同月，接受了恩格斯的意见，马克思编写了《价值形式》作为《资本论》第一卷第一章的附录。之后，他又在7月将第一卷的序言部分寄给出版商。8月16日他完成了最后一个印张（第49印张）清样的校对。同时，出版商也开始将序言的摘录内容发表在各大期刊和报纸上。第一卷第一版最终在9月14日在德国汉堡正式出版。

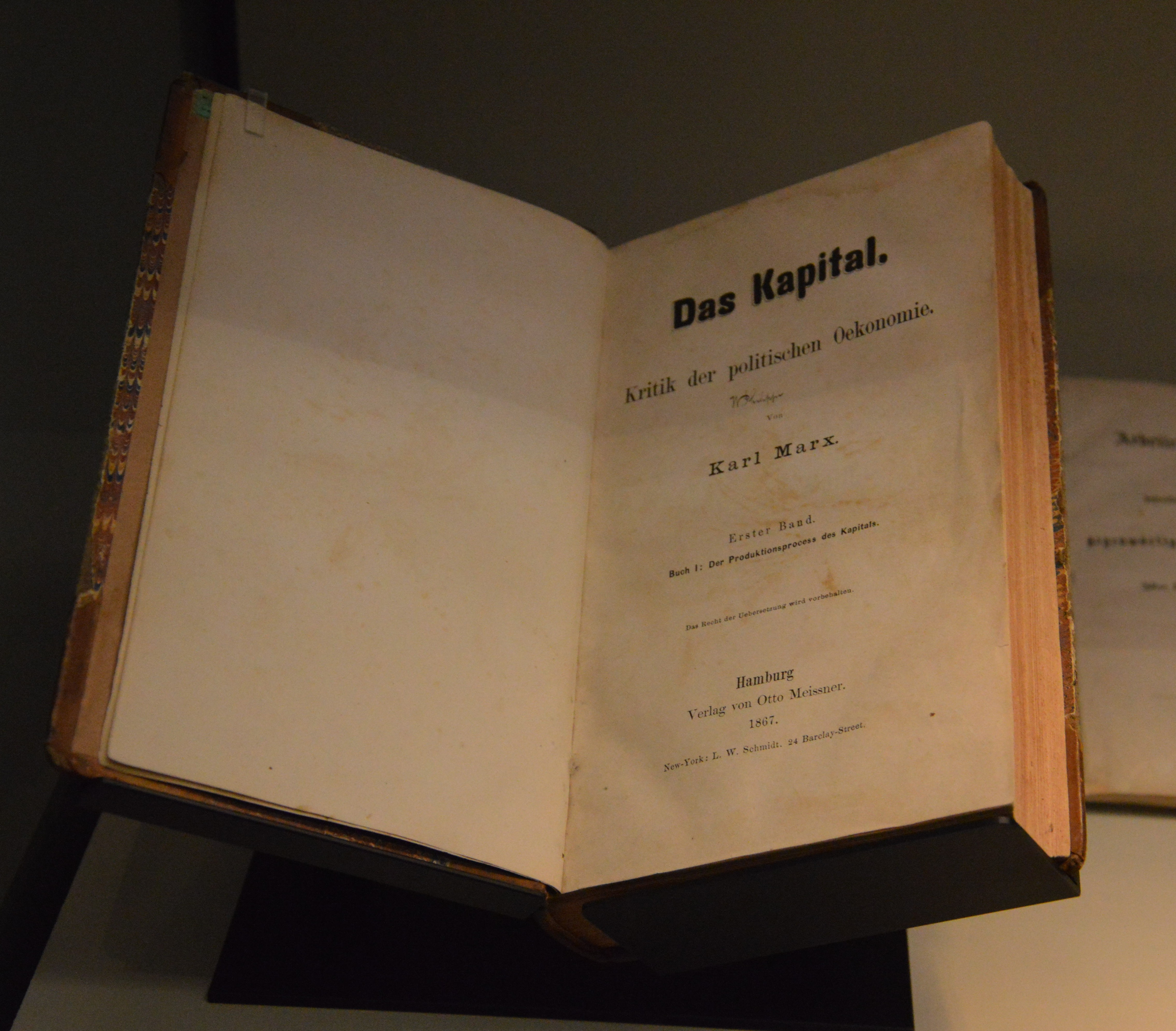
《资本论》1867年第一卷（复刻本）的扉页，在柏林的德国历史博物馆展出。

1867年9月18日至25日，《资本论》第一卷第一册出版1000册。首版的封面用黄色纸，扉页则用白色纸，封面书名用的字体跟扉页的不同，定价3{\displaystyle {\frac {1}{3}}}莱茵塔勒。然而在8月初，出版商就公布该版五分之一已经被确认订购。第一卷原手稿在印刷完成后被寄回给汉堡的出版社，但可能在1929年被移交给德国社会民主党的代表，之后下落不明。

### 第二卷
第一卷出版后，马克思没能再腾出时间整理与出版《资本论》后几卷的手稿。1870年3月底，马克思初步完成了第二卷的手稿，但直到77年3月底，他才恢复第二卷的编写工作。1877年10月底，马克思开始誊写第二卷的第一章并在下一个月开始准备付印的相关工作。然而在1878年7月，他又开始修改第二卷的第一章内容。整个1880年马克思都在修订第二和第三卷，期间他重写了第二卷的第三篇。第二卷尚未完成，马克思就在1883年3月逝世。在他留下的稿件中，已经有了第二卷的三章架构。
之后，恩格斯于开始整理马克思有关《资本论》第二和第三卷的手稿。当时他曾向约翰·菲力浦·贝克尔提到第二卷的手稿有4到5稿，但只有第1稿是完成版，其余几稿都只有一个开头。第二卷的出版准备工作最终在83年9月重启。经过仔细辨认，恩格斯确认到的八份第二卷手稿中，只有前两份比较完整。其中的第4稿可以作为第二卷第一、二篇头几章的可付印稿件，而第2稿则被马克思标注为必须作为的基础稿件。恩格斯依照资本流通过程的内在逻辑，将第二卷三篇架构编为《资本形态变化及其循环》、《资本的周转》和《社会总资本的再生产和流通》三篇。原来的三章11大节也改为21章，17小节改为了45节，每一章节的标题也进行了相应的调整。

### 第三卷
1862年初，马克思开始编写《剩余价值理论》并在年底编写了《资本和利润》章节的初稿，后者最终演变为《资本论》第三卷的头三篇。1863年至1865年间马克思完成的有关《资本论》三卷理论原理部分的手稿成为了恩格斯在编辑《资本论》第三卷时唯一可用的手稿。1885年2月底，恩格斯完成了《资本论》第二卷最后一部分手稿的整理工作后就开始了第三卷手稿的整理。他采用同第二卷时差不多的方式编写第三卷，自己辨别原稿后口述给秘书进行抄录，之后再由自己进行校订。同年11月，第三卷手稿的抄录工作基本完成。在这之后，恩格斯花了近十年时间对第三卷进行修订和整理，最终确定了本卷七篇52章的整体架构。
1894年12月上旬，两册版第三卷在汉堡由迈斯纳书店出版。之后，恩格斯在逝世前又带病编写了《〈资本论〉第三卷增补》。

### 第四卷
恩格斯在马克思刚逝世时还是计划按照三卷四册的结构来完成后续的三册。但在编辑和出版“资本的流通过程”这一册时，恩格斯决定将其单独成一卷出版，因此剩下的第三和第四册就被作为《资本论》的第三和第四卷。之后恩格斯在对马克思手稿的研究中发现了《剩余价值理论》的部分内容，并提出了以此为主题的第四卷架构。而马克思留下的“理论史”部分就成为了第四卷仅有可以参照的手稿。
恩格斯临终前并未放弃出版《资本论》第四卷的愿望。早在1889年1月28日时，恩格斯就曾写信给考茨基，将《剩余价值理论》的部分手稿交给他辨认，并建议后者将第四卷改写为更容易读的手稿。1892年，恩格斯致信考茨基将马克思手稿连同整理好的部分送回。最终在1895年3月时，恩格斯曾计划开始第四卷的编辑工作，但最终未能如愿。考茨基之后针对马克思的《1861-1863年经济学手稿》中的历史部分进行了删减和更改，在1905年以《剩余价值理论》为题，以《政治经济学批判遗稿》为副标题出版了第一、二卷，出版了1910年第三卷。在这一版中，考茨基基于自己的认知对马克思的手稿进行了结构调整和一定的删改。苏联在1954年到1961年间对马克思的手稿按序出版了俄文版第四卷，之后又在1956到1962年出版了这一版的德文版。在1962年到1964年的《马克思恩格斯全集》中，第四卷被以马克思亲笔手稿为依据，按照马克思笔记本封面上的目录，分三册被列入俄文版第二版第26卷中出版。

## 译作
1868年9月11日在布鲁塞尔召开的第一国际代表大会上就一致通过了德国代表提出的让所有国家的工人都来学习马克思的《资本论》的议案，并呼吁将其翻译成各种文字。德文第一卷出版时曾因在扉页标注“翻译版权归出版者所有”，而遭到德国小资产阶级民主主义者卡尔·海因岑的嘲笑。海因岑认为没有人会去“翻译这种毫无意思的东西”。

### 俄文
1872年，在俄国经济学家、民粹派领袖尼·弗·丹尼尔逊的努力下，《资本论》第一个外文译本，也就是俄文版《资本论》出版了。早在1868年9月18日，尼尔逊就开始与马克思通信商议《资本论》俄文版的出版事宜。当时他给马克思写信表示出版商尼·彼·波利亚科夫准备出版俄文版的《资本论》。为此，波利亚科夫于1868年8月4日在《圣彼得堡公报》上刊登了即将翻译出版的公告。直到1869年夏天，经莫斯科大学化学教授尼·尼·柳巴文的推荐，当时穷困潦倒的巴枯宁接手《资本论》俄文版的翻译。在收到丹尼尔逊预付的垫金后，巴枯宁在1869年底开始了《资本论》第一卷俄文版的翻译工作。然而在一段时间的拖延后，只翻译了第一章前几页的他又拒绝了这一任务。巴枯宁对《资本论》的内容并不赞同，也并不对翻译《资本论》感兴趣，以至于丹尼尔逊对其翻译质量评价极低。另一边，尼·加·车尔尼雪夫斯基和当时还是彼得堡大学学生的格·亚·洛帕廷都积极支持开展《资本论》的俄文版翻译活动。最初，与丹尼尔逊同属于“卢布协会”的洛帕廷就曾被推荐为《资本论》第一版的译者，但由于洛帕廷在1868年8月与“卢布协会”其他几位成员一道被捕并被送往斯塔夫罗波尔服劳役而作罢。为此，在巴枯宁放弃翻译后的1870年7月，洛帕廷专门前往伦敦与马克思会面，二人就《资本论》第一卷俄语版的翻译和出版问题作了详细的讨论。由于当时的第一章在理解上有困难，马克思答应为俄文版改写第一章（德文第二版第一章），以便利于读者理解。但他最终由于其他事务缠身而仅仅是帮助对各章进行了局部修改和补充。参照马克思的意见，洛帕廷从第二章开始翻译，此外还翻译了第三章和第四章的部分段落，内容约占原书的三分之一。1870年11月，为了营救被沙皇流放西伯利亚的车尔尼雪夫斯基，洛帕廷返回了俄国。随即他就在西伯利亚被捕，直到1873年夏天才得以脱逃出来。之后，作为洛帕廷朋友的丹尼尔逊在后来成为柳巴文的帮助下完成了《资本论》第一卷俄语版的翻译工作。马克思在收到俄文版的《资本论》第一卷后表示对译本非常满意，甚至回信想要一本平装本以送给英国博物馆收藏。

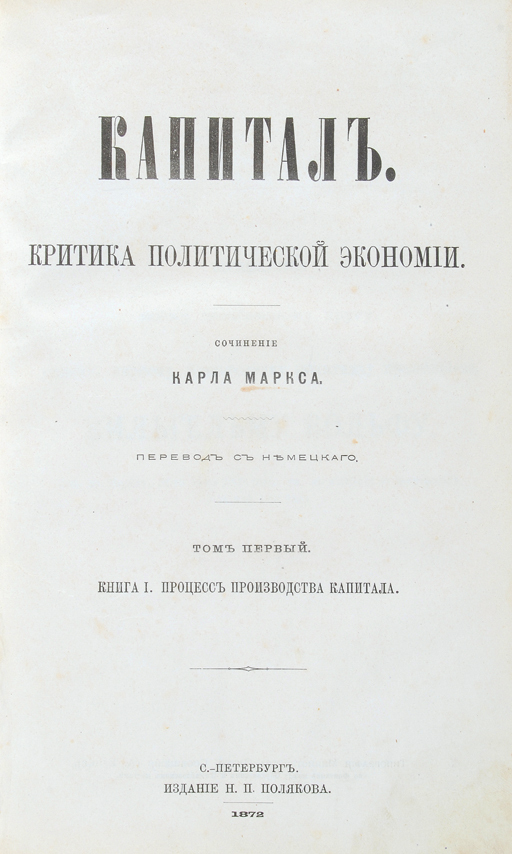
俄文第一版《资本论》扉页

俄文版《资本论》第一卷于1872年4月8日在圣彼得堡出版了3000册。当时只要求撤去书内页作者照片就批准本书在俄国出版。沙皇书报检察官德·罗别尔提预言，在俄国“没多少人会读，能读懂的人更少”。但在出版同年的5月15日，本书就已经售出了900多册，到了该年底几乎全部售罄。
在马克思逝世后，恩格斯继续与丹尼尔逊保持联系。在《资本论》德文第二、第三卷出版前后，恩格斯就及时将校样寄给了丹尼尔逊，因此俄文版第二卷得已在德文版出版的同年（1885年）就问世，第三卷也在德文原版出版后一年多就在1896年出版。
十月革命之前，《资本论》就已经有多个俄文译本。其中就包括1898年由阿斯卡尔汉诺夫出版社出版的柳比莫夫教授版《资本论》第一卷和第二卷俄文译本；1899年波波夫出版社出版的彼·别·司徒卢威、叶·阿·古尔维奇和札克等翻译的《资本论》第一卷俄文译本。列宁曾参与校订了1907年由莫斯科书籍出版社出版的伊·伊·斯捷潘诺夫版《资本论》俄文全译本第二卷第一章约3个印张的内容。斯捷潘诺夫全译本在1908年出版了第三卷，1909年出版了第一卷。考茨基的《剩余价值理论》也在这一时间被翻译成了俄文，包括1906年由普列汉诺夫校订的圣彼得堡版、由弗拉基米尔·热列兹诺夫（Владимир Железнов）校订的基辅版以及1907年帕维尔·卢基奇·图恰普斯基校订的基辅版。
之后，俄国出版了多个版本的《资本论》，十月革命后较为通行的是斯捷潘诺夫译本。20世纪30年代编篡俄文版《马克思恩格斯全集》时收录的就是以斯捷潘诺夫版为蓝本的《资本论》俄文版。1960年，俄文新版《马克思恩格斯全集》开始出版，其中的第23、24、25和26卷就是《资本论》第1到第4卷。

### 法文
法文版是《资本论》继俄文版之后第二个外文翻译版。马克思对法文版译本十分重视，德文版第一卷在排印时，他就有计划将其译成法文版在巴黎出版。法文版也是马克思最早就计划的外文译本。早在1962年12月，燕妮·马克思就亲自前往巴黎联系《资本论》法文版的出版工作，而此时的《资本论》尚处于初稿阶段。通过阿巴伯尔内，燕妮联系到懂得德语的法国经济学家埃·勒克律来进行法文版《资本论》的翻译出版工作。第一国际解散后，马克思将大部分精力投入校订法文版《资本论》第一卷的工作中。当时，马克思急需这本书在罗曼语地区传播，以消除蒲鲁东主义对小资产阶级的理想化思想对工人阶级所带来的恶劣后果。在1867年11月，第一国际成员之一的维克多·席利告诉马克思，赫斯建议和勒克律一起翻译出版《资本论》第一卷的法文版。然而勒克律等人实际希望将《资本论》改成缩写本。马克思同他们就翻译事宜谈判了3年，最终却发现勒克律其实是巴枯宁领导的社会民主同盟的领导成员之一，因此作罢。1968年1月10日有个名叫约·卡尔德的新闻工作者向马克思毛遂自荐为法文版《资本论》译者，但马克思认为其不适合作为翻译者。这一年底，由拉法格推荐的法国女作家鲁瓦埃也被马克思认为其身份为资产阶级代表而不适合作为《资本论》的译者。
1869年3月马克思曾一度想要加入英国籍，以便安全的去往巴黎联系法文版的翻译和出版工作，因为如果不是英国公民，他在法国就可能遭到逮捕。10月，第一国际巴黎支部成员沙尔·凯累尔开始法文版的翻译工作，到1870年4月时完成了400页左右手稿。期间马克思也参与了稿件的修改。但是在巴黎公社失败后，凯累尔流亡去了瑞士，且与巴枯宁往来密切，因此马克思与其中断了联系。
1871年12月，经过二女婿保尔·拉法格联系到了公社逃亡者，同时也是出版商的莫里斯·拉沙特尔。1872年2月拉沙特尔与马克思定下了法文版的出版事宜，又通过沙尔·龙格介绍，确认以翻译费尔巴哈作品而出名的约瑟夫·鲁瓦（Joseph Roy）作为法文版的翻译者，采用1872年《资本论》德文第二版为母本进行翻译，分9辑，每辑5册（最后一辑4册）共44册出版，每个分册一个印张。由于鲁瓦的翻译过于拘谨，使得译作失去了原有的风格，马克思不得不对译本进行大量的修订，以便于读者理解，甚至对篇章结构、内容和表达形式进行调整。在《资本论》第一卷德文第二版的基础上，法文译本做了很多调整，有三分之一以上的章节标题都做了改动。其中包括将7篇25章调整为8篇33章，其中将德文版第24章《所谓原始积累》拆出一部分成为第8章名为《原始积累》；原本德文版第4章中的3节和第24章中的7节都独立成章，使得法文版比德文版多了8章。1875年1月20日，马克思就已经完成了法文版《资本论》所有分册的修改。1月30日他将第一卷法文版最后的文稿（除了目录、跋和勘误表以外）寄给了巴黎。此时的马克思决定定期分册出版，以便本书更容易的到达工人阶级手中。

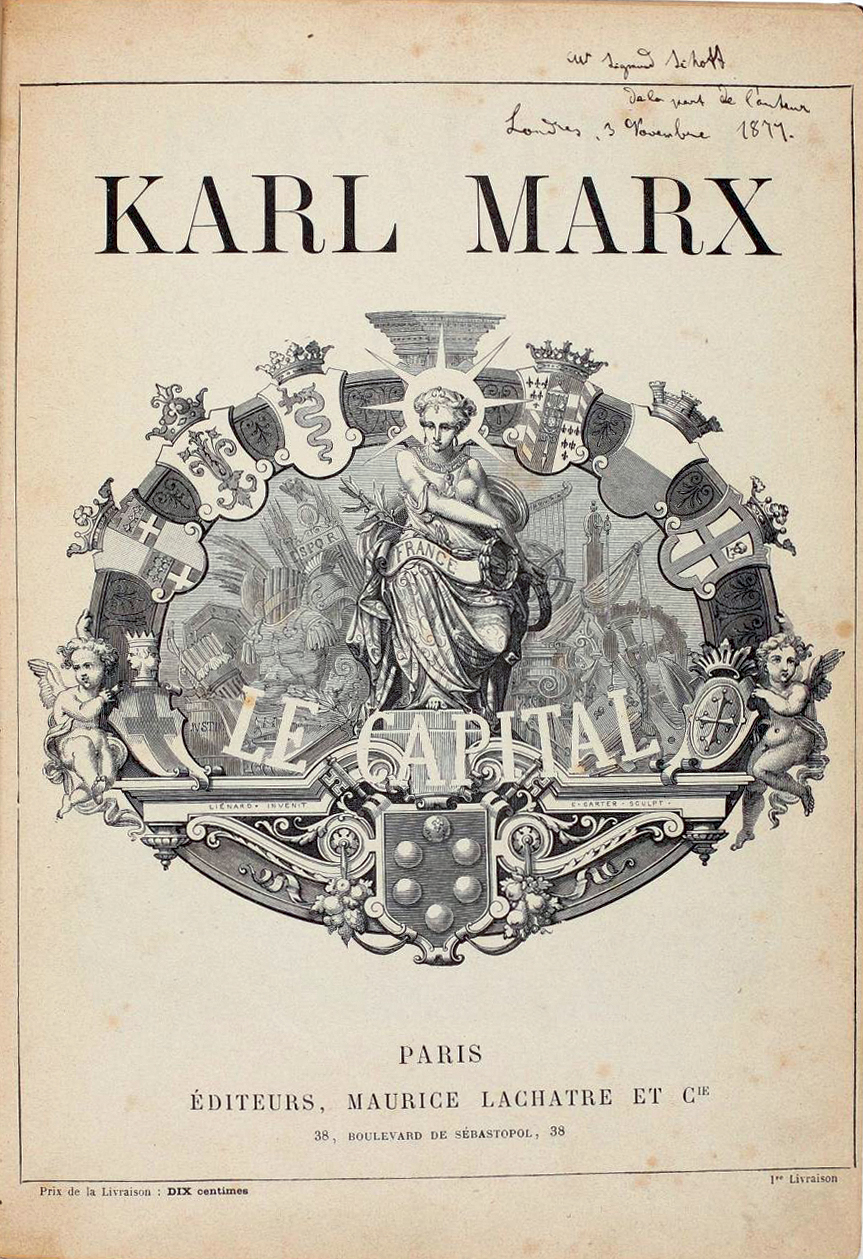
法文第一版《资本论》扉页

法文版的出版从1872年9月就已经开始了。译本的印刷分别交给三个巴黎的印刷厂负责，因此这个版本有三种不同的装帧。在样稿交付排版的过程中，作为印刷厂之一的拉羽尔印刷厂一再的拖延排印工作。1875年年中时，法国政府叫停了出版，将拉沙特尔驱逐出境，他的出版社管理权转交给了阿道夫·凯（Adolphe Quêst），后者试图阻止本书的出版未果。最终法文版《资本论》第一卷分于1875年5月完成出版，总计印发1万册，其中有8000册在出版前就已经预售出去了。因篇幅所限，马克思后来编制的人名索引并未附于书中。由于马克思深度的参与了法文版《资本论》第一卷的编译工作，在书中体现了其最新的研究成果，因此正如作者自己的评价，这个版本有着在德文原版以外独立的科学价值。也就是说《资本论》第一卷有两个正式的原稿。在法文版的校订工作后，马克思对后来的翻译本提出了参照法文译本的改进意见，法文版中对德文版的补充和优化的部分也在马克思逝世后由恩格斯对德文版进行了校订，出版了后来的《资本论》第一卷德文第3和第4版。《资本论》第一卷法文版也成了马克思亲自参与编写和修订的唯一一个《资本论》外文译本，也是其生前出版的最后一个版本的《资本论》。
1885年，巴黎出现了由工人运动活动家奥里奥尔主持出版的拉沙特尔秘密重印版《资本论》。这个版本纸张和排版稍逊于拉沙特尔的原版，封面和扉页也有所改动。
《资本论》德文原版第二卷和第三卷出版之后，恩格斯依然关注着法文版的翻译工作。当时他曾在信中表示很难再找到合适的法文版译者。在他逝世后，布鲁塞尔社会科学院的于连·保尔沙尔茨与席波利特·万德里茨（Hippolyte Vanderrydt）合作完成了《资本论》第二卷和第三卷法文版的翻译工作。这两卷由巴黎纪阿尔出版社（V. Giard）于1900年到1902年出版。1922年到1930年，巴黎科斯特出版社（Alfred Costes）出版了雅克·莫里托（Jacques Molitor）重译的《资本论》法文全译本。这个版本共分14个分册，其中第一卷包含第1到第4分册，第二卷包含第5到第8分册，第三卷包含第9到第14分册。二战后，巴黎社会出版社从1948年起到1960年，分8个分册出版了鲁瓦等人的新译本。1976年后又该外三卷三册版发行。

### 英文
《资本论》成书于英国，且为了阐述理论而使用的例证也主要出自英国。为此，希望早日出版英译本的马克思在逝世前就已经开始着手《资本论》英文版的出版工作。1863年，马克思在还在英国博物馆准备手稿的时候就已经计划在1859年出版的的《政治经济学批判》之后以第二卷的身份出版。但马克思和恩格斯两人对《资本论》英译本的译者提出了较高的要求，不仅需要精通德语，包括口语和标准语，而且需要精通英语，能够应对书中新创造的德语名词创造新的英文名词。1877年10月19日，马克思把《资本论》第一卷德文版的手稿和法文版第一卷寄给了当时在美国的弗·阿·左尔格，预备在美国出版。左尔格推荐了侨居美国的德国记者卡尔·丹尼尔·阿道夫·杜埃为译者。而恩格斯甚至在第一卷排印时就已经向马克思推荐了身为第一国际成员的英国法学家赛米尔·穆尔为《资本论》的英文版翻译者。虽然此后又很多人尝试《资本论》英文版的翻译，但是直到马克思逝世，英文版翻译的工作依然未能进行。由于英美的各种报刊上时常提起《资本论》，穆尔才开始英文版的翻译工作。但由于穆尔事务繁忙，无法在限期内完成翻译工作，马克思的女婿爱德华·艾威林也参与了翻译工作。马克思的小女儿爱琳娜也参与了英译本中引语部分的校订。在参考法文版和马克思1877年准备将《资本论》翻译成英文时作的批注后，恩格斯对英译本作了最后的审核工作并作了序言。《资本论》首个英译本在1887年1月在伦敦由桑南夏恩（Swan Sonnenschien）出版。两个月后就已经售完，为此又在同年4月发行了第二版。在恩格斯逝世前在纽约和伦敦先后出版了六个英译本。
最终由欧内斯特·翁特曼翻译，由芝加哥分别在1906年、1907年和1909年出版了三卷本克尔（C.H.Kerr & Co.）英文全译本。其中第二和第三卷分别是依照恩格斯校订的德文第二卷第二版和第三卷第一版翻译而成。1928年，英国的伊登和塞达尔·保罗夫妇又参照德文第四版重新翻译了《资本论》第一卷。此后，莫斯科的外文出版社和进步出版社前后在1954年、1957年、1959年和1977年出版了苏联马列主义研究社主编英文全译版；纽约的国际出版社还在1967年出版了英文三卷版；伦敦劳伦斯-威沙特分别在1954年、1956年和1959年重新出版了《资本论》英译本。

### 意大利文
早在进行英文版的出版准备时，马克思就已经打算出版意大利文版的《资本论》。1867年10月27日，意大利自由与正义出版社出版了《资本论》部分序言，由埃米利奥·科韦利和卡洛·卡菲埃罗翻译。1872年，马克思分别联系了意大利社会主义者拉·塞西利亚以及《人民报》编辑恩利科·比尼亚米以商议翻译的合作。前者由于找不到出版者而在1872年10月停止翻译工作。后者则由于政府加紧了对社会主义者的迫害而在1873年4月也放弃了出版意愿。乌里埃勒·卡瓦尼亚里曾在1877年打算在那不勒斯按照法文版自费印刷出版意大利文《资本论》。他这一举动得到了马克思的赞赏，但最终出版工作因种种原因而失败。1879年，卡洛·卡菲埃罗在米兰出版了一本用意大利文简述《资本论》第一卷的书籍，也就是《卡尔·马克思的〈资本论〉》，并将其寄给马克思。《资本论》第一卷的首个意大利文完整版直到1886年才由经济学家杰罗拉莫·博卡尔多组织从法文版翻译而成，并在都灵由经济学家出版社（Biblioteca dell’Economista）出版。跳过第二卷，第三卷的序言部分最早在1895年由帕斯夸勒·马尔提涅蒂翻译并发布在那不勒斯的双周刊《评论》上。同年5月，在得到恩格斯的称赞后，马尔提涅蒂又在《社会评论》上发布了恩格斯的《〈资本论〉第三卷增补》。意大利文版第二卷在第一卷出版约30年后才由埃托雷·马乔利（Ettore Marchioli）翻译并发表在《前进报》上。1908年，完整的意大利文《资本论》第二卷就由出版商路易吉·蒙吉尼（Luigi Mongini）出版。他在第二年又翻译出版了第三卷的一部分。而第四卷在考茨基出版的同时就受到了意大利的重视，其中的部分也在1906年8月到1908年5月间断断续续的在《社会演变报》上被翻译发表。
二战之后，意大利左翼出版社联合出版社在1952年到1956年间出版了《资本论》全三卷。1968年，拉涅罗·潘齐耶里与德里奥·坎蒂莫里等一同翻译出版了三卷本《资本论》。

### 西班牙文

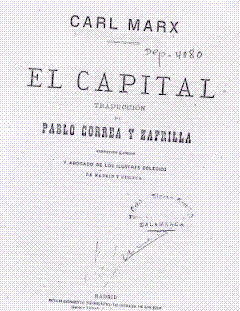
1886年，巴勃罗·科雷亚首次将《资本论》翻译成西班牙语。

保尔·拉法格在1871年因法国反动势力迫害而来到西班牙。他曾计划与《解放报》编辑帕布洛·伊格列西亚斯一起将法文版《资本论》翻译成西班牙文，但最终没有完成。最早的西班牙文《资本论》译文是1873年3月到4月间由梅萨从法文鲁瓦版翻译、刊载在《解放报》上的第一卷第四到第六章。1874年梅萨流亡法国后，《解放报》编辑豪施·麦斯（Haus Mes）继续推进翻译工作。1887年，由巴勃罗·科雷亚·萨弗里夫里亚依照德文版翻译的《资本论》第一卷部分文本由马德里的罗斯·里奥斯出版社发行。然而马德里自治大学的教授佩德罗·里瓦斯（Pedro Ribas）认为科雷亚的译本是以法文鲁瓦版为母版。
西班牙文首个完整版《资本论》第一卷出版于1898年，由胡安·包蒂斯塔·胡斯托参照德文第四版翻译完成。这一版的翻译工作也得到了西班牙工人社会党领导人之一的安东尼奥·加西亚·奎吉多的支持。然而，首次全部三卷本的西班牙文译本直到1931年才由曼努埃尔·佩德罗索参照当时最新版德文三卷本翻译出版。这一版本受到了翻译家温塞斯劳·罗塞斯的批评，后者在1933年到1935年依照苏共马克思恩格斯列宁研究院在1933年编辑出版的德文版，在马德里的塞尼特出版社断断续续的出版了《资本论》第一卷的西班牙文译本。1936年西班牙内战爆发导致罗塞斯流亡到墨西哥，之后在墨西哥经济文化基金出版社的支持下在1946年到1947年出版了三卷本西班牙文译本。这一版最终成为20世纪西班牙语国家最广泛流传的译本。与之对比的是胡安·米格尔·菲格罗亚（Juan Miguel Figueroa）等八位译者参照法国社会出版社版本合作翻译，在1967年出版的第二个西班牙文全译本《资本论》。这一版发行量较小，几乎没有对其有评价流传下来。之后从1975年起，佩德罗·斯卡龙带领一个专业团队翻译出版了《资本论》考证版，这也是第三个西班牙语全译本《资本论》。这一版突破了以往马克思主义术语的译法，形成了这一个版本独有的翻译特色。翻译家维森特·罗马诺·加西亚（Vicente Romano García）1976年起参考德文版《马克思恩格斯著作集》翻译出版了第四个《资本论》西班牙语全译本。这一版依然选择了佩德罗索等人所使用的常规术语译法。1976年，由曼努埃尔·萨克里斯坦·卢宗领导翻译的西班牙语《马克思恩格斯全集》中第40卷和第41卷为《资本论》第一卷的前后两部分。萨克里斯坦的《资本论》第二卷直到1980年才作为全集的第42卷出版，而第三卷只完成了第一部分的翻译，并未出版。这一版定位于初学者和普及性，在书中总计新增了560个注释便于读者理解。斯卡龙在2013年依据1953年德文版和1980年俄文版《政治经济学批判大纲》整理出版了西班牙文版并在2016年再版。

### 日文
《资本论》最早的日文版译文是1909年到1910年在《社会新闻》第55到59号和第63号上连载的安部矶雄的译文。这部分译文包含了原书第一卷第一章的前三节。1919年，松浦要翻译的日文版《资本论》第1、2分册（原书第一卷第1到第3篇）以《资本论，政治经济学批判》为名分别于9月和12月由东京经济出版社出版。由于译文并未准确表达《资本论》的内容，这个版本遭到了包括堺利彦在内多人的批评。同年12月评论家生田长江翻译的《资本论》第1、2篇在东京绿叶社出版了。这个版本也一样因语调和内容而备受诟病，堺利彦在生田译本的跋文中甚至说道“《资本论》的译者非山川均或高畠素之莫属”。

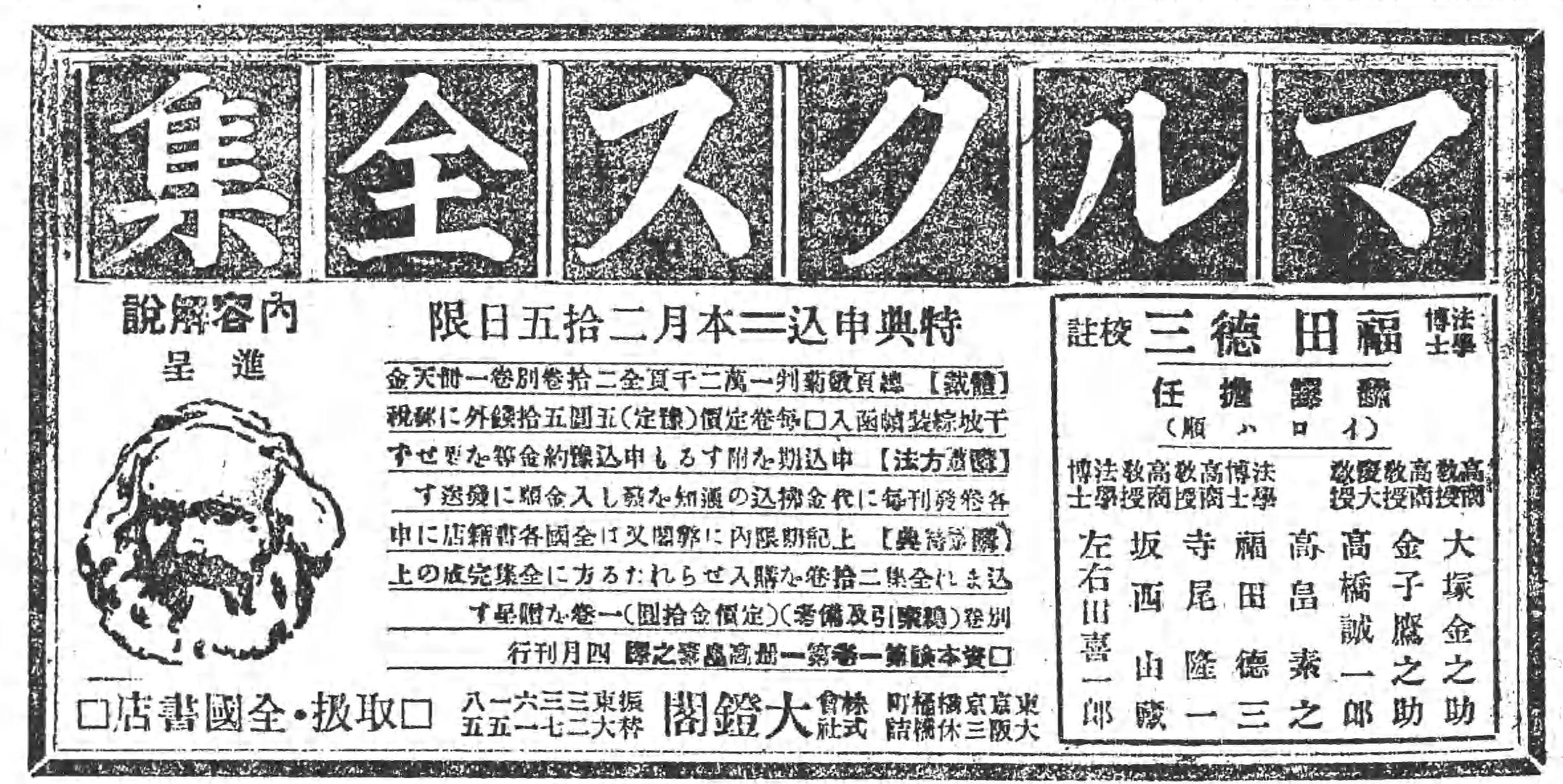
大镫阁版《马克思全集》1920年的官方出版公告

1920年3月，东京中央出版社出版了山田义人对原书第一卷的节译本。同一时期，国家社会主义者高畠素之确实开始了《资本论》日文版全译本的翻译工作。1920年6月，高畠素之的《资本论》第一卷由福田德三校对（仅校对了第1分册），作为《马克思全集》第1到第9卷出版（共10册）。1924年7月完成了全书的翻译和出版工作，由大镫阁和而立社出版，是为日本第一个全译版《资本论》——大镫阁版。译者之后在1925年到1926年由新潮社出版的3卷4册本《资本论》中，对前一版意思不通的地方一一修正。1927年到1928年，在接受了小泉信三和堺利彦对译文的批评后，译者又修订出3卷5册本改造社版。
1922年，随着日本共产党的成立，实践与理论的冲突促使重新翻译唯物辩证法的《资本论》被提上日程。为此，河上肇与宫川实合作翻译了岩波文库版《资本论》第一卷共5分册在1927到1929年之间陆续出版。1931年又增补出版了改造社《资本论》第1卷上册（到第4篇）。之后，由于河上肇从事地下革命活动，其学生长谷部文雄接手翻译工作，并在1937年由日本评论社出版了第1卷第1、2分册。1936年，冈林辰雄翻译的《资本论》第1到3分册由白杨社出版。二战结束后，日本评论社出版了长谷部翻译的《资本论》剩下部分共11各分册，从1946年10月到1950年8月分批出版，完成了3卷本《资本论》的翻译和出版工作。作为二战后最早出现的译本，这一版再参照了苏联马克思、恩格斯、列宁研究院新译本的情况下，文风较为贴近原文。首版第一分册在出版后10天内就售出3万册，全11册总计发行约30到35万册。1951年10月到1954年8月，这个译本经译者修订以三卷14册由青木书店再次出版。1964年到1965年，原译者又再次将版本修订为三卷四册版，编入《世界的大思想》全书第18至21卷由河出书房出版。
在此之后，日文全译本《资本论》还有向坂逸郎翻译的岩波文库版，于1947年9月到1956年12月分12分册出版。其中第一分册售出约10万册，而最后一个分册仅售出6000册。1965年原书出版100周年时，该译本又重新修订为三卷四册版发行。冈崎次郎在1961年5月到1964年9月翻译出版的国民文库版，共11分册。在1962年到1964年出版的《马克思恩格斯全集》中，第23、24和25卷是具有俄文版详细注释并经过校订的卡尔迪茨版《资本论》。1958年到1964年，大月书店出版了作为《资本论》手稿的《政治经济学批判大纲》（Umrisse zu einer Kritik der Nationalökonomiee）也就是1857年到1858年出版的德文版《经济学草稿》的日文译本。前面提到的三部《资本论》日文全译本的作者又参照这本《大纲》中的新研究成果重新修订了自己版本的译文。长谷部文雄的修订版在1961年到1962年出版了角川文库版；冈崎次郎在1965年到1967年出版了《马克思恩格斯全集》（大月书店版），本书改为三卷5册版，是这一全集中的第23、24和25卷。1970年到1975年又出版了国民文库版共三卷9册；向坂逸郎在1967年重新修订后以三卷4册版出版了岩波书店改译版。
而若以包含《剩余价值理论》在内的德文4卷版最早的日文全译本则是1929年到1931年由改造社出版的《马克思恩格斯全集》日文第8到第11卷。1958年开始出版的长谷部文雄译青木文库版则是未完状态。时永淑与大岛清合译的国民文库版在1963年到1970年间陆续出版。之后，时永淑又与冈崎次郎合译完了这个版本并在1971年完成了全译本的出版。1973年到1974年，由铃木鸿一郎节译的两卷本《资本论》在中央公论社出版。宫川实译的《学习版资本论》第一卷于1977年在前进出版社出版，1982年出完共计9个分册。这一版在译文的页边都有译者附加的批注，每章节后还有学习资料，并在卷末附有注释资料。1997年，在日本60多位学者集体翻译校订下的新《资本论》日文翻译版由新日本出版社出版。这一个三卷五册版在1988年版本上重新进行了校订，并吸取了十年来的新研究成果。这个版本在最后还附带了一册《资本论总索引》，对书中出现的13000多个条目进行适合东方读者的注释，并收录了750多个人物和对应的小传记。

### 中文
《资本论》最早的中文译文是1920年10月于上海出版的《国民》月刊第二卷第三号刊，费天觉将德文第一版第一卷序言翻译为《资本论自叙》刊载在这一期上。也有记载显示北京大学马克思学说研究会德文翻译组曾尝试完整翻译《资本论》。1920年3月，当时的翻译组请李大钊和陈启修担任导师，参照德文版进行翻译活动，但最终翻译完成的第一卷译稿最后并没有能保存下来付印。但这一版的翻译推进了后来的《资本论》翻译活动，陈启修在之后进行《资本论》的翻译时就有参照过这个版本。1922年3月到5月邝摩汉汉摘译了《资本论》第一卷第三篇到第五篇的部分内容，并在《今日》第1卷第2、3、4号上发表。郭沫若也曾于1924年秋自日本回到中国大陆后准备花5年时间翻译全本《资本论》，但因当时处于白色恐怖的政治氛围下而未能如愿。之后又先后出现过其他章节的译文。
1930年2月，李一氓翻译出了第一卷第二十四章第七节。3月，陈启修在日本以德文考茨基国民版第八版（1928年版）为母本，参照日文河上肇和宫川实版（该版本仅翻译到第一卷第八章）和高畠素之1927年译本、法文雅克·莫里托（J. Molitor）1924年译本、英文赛米尔·穆尔和爱德华·艾威林1921年译本，翻译了《资本论》第一卷第一分册的第一篇，由上海昆仑书店出版。译者在书中的翻译例言后面记录的成书时间为1930年1月1日，彼时他应当是完成了河上肇的《经济学大纲》的翻译工作。全书426页，包含《译者序言》、《资本论旁释》（考茨基的《马克思的经济学说在思想史上的地位》）、《考茨基国民版序》、《原著者对于第一版的序文》、《原著者对于第二版的序文》共190页，以及原著第一篇第三章《货币或商品流通》236页的内容。
1932年8月和1933年1月，潘冬舟译本两册由东亚书局出版。这一版本接着陈启修1930年的译本，从第一卷第一分册第二篇第四章开始，直到第二分册第三篇第九章《剩余价值率及其总量》；第三分册翻译到第四篇第十三章《机器及大工业》。在译者言中，译者自称是由于陈启修版本出版三年后未见绪出，因此着手继续翻译工作。
1932年9月，王思华和侯外庐合作翻译了《资本论》的第一卷前七章。初稿翻译分成了两次，由王思华托关系找北平京华印刷厂秘密排印，上卷假托一个虚构的出版社“国际学社”出版发行。中册和下册则被两人署名玉枢和右铭以“世界名著译社”的名义出版。现存上册到原书第三篇第七章《剩余价值率》，据信是二人1926年到1930年旅欧时期所译。该译本根据恩格斯德文第四版为母本，参考了穆尔和艾威林的英译版以及伊登和塞达尔·保罗的新英译版、莫里托的法文版以及河上、宫川对高畠版的修正，在用词上大多借鉴了日语翻译的词汇。
1934年3月，吴半农主笔，千家驹校对的《资本论》第一卷第一分册由上海商务印书馆出版。1936年6月，侯外庐和王思华合作的《资本论》第一卷第一个全译本三册版的中册（第3篇最后两章以及第4篇）和下册（第5篇到第7篇）由世界名著译社出版。直到1936年为止，市面上仅有第一卷的内容被翻译出版。
此外，1933年尚在上海狱中的陈独秀曾致信胡适，希望后者帮忙支持李季着手翻译《资本论》。然而，胡适回信答，已经委托吴半农和千家驹开始了《资本论》的翻译工作，不便再与李季约稿。

##### 首部中文全译本
最终由郭大力和王亚南合作于1938年第一次完成了全部三卷《资本论》的全文翻译，译本交由上海读书生活出版社付梓，首版刊印2000册。郭、王二人最初于1928年春在杭州西湖结识。原上海大厦大学哲学系毕业生的郭大力先是在杭州大佛寺开始了翻译工作，在结识原武汉中华大学教育系毕业生王亚南之后鼓励后者放弃小说创作，并合作翻译《资本论》。考虑到《资本论》的翻译需要深厚的经济学知识和经验积累，二人先联手翻译了大卫·李嘉图的《政治经济学及赋税之原理》以及亚当·斯密的《国富论》等书。据译者跋，1932年，郭大力已经翻译好的《资本论》第一卷在一·二八事变中毁于日军炮火。因此他只能在1934年从头开始翻译工作。当时曾有神州国光社老板高薪约稿二人，但遭到拒绝。此时，中国共产党领导下上海读书生活出版社的艾思奇、郑易里连同黄洛峰等人正着手组织全本《资本论》的翻译出版工作，却苦于无人接手翻译工作。在通过艾思奇的女友吴家蓉得知她同学余信芬的丈夫郭大力正在进行的翻译工作后，经过艾、郑、黄三人的努力，郭、王二人与该社签订了翻译合同。但也有来源指郭、王二人是经原《读书生活》的编辑夏征农介绍才找到了读书生活出版社。在约稿合同中，为支持翻译工作，出版方预支付给两位译者每月各80元的版税，郑易里甚至一次性在银行存入2000元作为翻译基金。由此，郭大力开始依据由马克思恩格斯研究院校正的德文版，参考两种英文版和两种日文版译文进行翻译工作。第一卷翻译好后，恰逢中国抗日战争全面爆发。在八一三事变中，为躲避日军飞机轰炸而躲进上海租界的郭大力，由于无法承受昂贵的租金，将译稿交给出版社后就携带家属回江西赣州南康继续翻译工作。剩余的译稿，郭大力用航空信纸誊写后通过汉口和重庆的读书生活出版社办事机构寄给上海，同样前往内地的王亚南也通过邮件分批将译完的书稿寄往上海，郑易里则一边收集寄过来的译稿一边用日文版校核。日军占领上海后，读书生活出版社总店迁往内陆，黄洛峰和艾思奇分别前往重庆和延安。1938年4月，留守在上海的郑易里经过与黄、艾二人的商议，利用南京沦陷后上海租界内短暂的平静期，通过电报请郭大力返回上海商议排印和出版的细节。于是郭大力通过香港绕道抵达上海，继续赶译第三卷剩下的章节并负责全书所有译稿的统一校订。在这期间，郑易里在1938年7月翻译出版了聂奇金纳的《资本论的文学构造》。
1938年8月31日完成第一卷出版工作，第二卷和第三卷分别于同年9月15日和9月30日出版，全部译本共计200多万字。在1938年的译本译者跋中，郭大力记载第一卷序跋、第一篇到第四篇，第二卷第二篇、第三篇，第三卷大部分以及整体稿件润色由郭完成；第一卷第五篇到这一卷结尾，第二卷序以及第一篇，第三卷第六篇第三十七到四十章均由王亚南完成。由于找不到德文原版的粗麻布，中文全译本首印版用细纹米黄色布制封面，中部三厘米宽的位置套印红色，写有“资本论”三个大字。此书出版后引起文化界和学术界热烈反响，据说宋庆龄、冯玉祥、邵力子等名流都曾订购了此书，周建人也曾亲自前往书店购此书。首版1000部上市不久就售罄。除了1000部留在上海分发预定及零售，第一批剩余2000部坐船运往大后方的《资本论》全译本在广州全部损失于攻打广州的日军炮火之下。为此，郑易里和黄洛峰决定在加印1000部的同时，将全套印刷用的纸型经过香港运到越南海防，最后通过昆明和贵阳运抵重庆，并在此重新印刷和发行。第二版印刷版经广州湛江发往内地，身在重庆的宋庆龄等人收到的就是这一版。由于条件限制，当时延安等地学习和传阅的都是这一版在重庆用土纸印刷的版本。这一个译本1947年在上海重印了2000部，1948年在哈尔滨又第二次重印3000部，之后在国统区和解放区重印六、七次，发行量约三万多部。
首版全译本另外还出版有两个收藏版，一个版本用道林纸印刷，以蓝色布面作为封皮，上面印有“资本论”三个烫金字，书脊印有手书体“某某珍藏”的烫金字样，一共35部。另一个版本以褐色漆布为封面，三卷合一，书脊上有“知吾藏”三个字。
此后，郭大力又于1949年将译本再次校对后，交由三联书店再版。1950年1月出版了解放后的第一版译本，并在每卷后附有马克思与恩格斯两人之间往来沟通的信件。1953年，这个版本的修订版由人民出版社出版。1963年，郭大力依照德文原版，参照俄文《马克思恩格斯全集》第二版和英文版，对首版手稿进行了修订，由人民出版社出版了第二版。

#### 第四卷
20世纪40年代，《资本论》第四卷就已经开始在中国境内传播。1949年5月，郭大力根据1923年考茨基第五版翻译后，以《剩余价值学说史——政治经济学批判遗稿》为书名，分三卷共四册（第二卷分上下册），交由实践出版社出版。到1951年3月就已经出版4次，累计发行2.1万部。此后，中共中央马恩列斯著作编译局根据《马克思恩格斯全集》俄文第二版第26卷，并参考德文版翻译，标注为《资本论》第四卷，以《剩余价值理论》为书名分三册出版。第一册出版于1972年6月，第二册出版于1973年7月，第三册出版于1975年4月。1975年，郭大力又依照德文新版和英译版重译了《剩余价值学说史》，第一册于12月出版，第二册和第三册分别在1978年5月和10月出版。

#### 其他中文译本
1960年起，中共中央编译局筹备再次翻译《资本论》，以德文版《马克思恩格斯全集》第23到25卷作为蓝本。几经波折，最终由人民出版社参照俄文《马克思恩格斯全集》第二版出版的中文版《马克思恩格斯全集》第一版，其中第23、24和25卷就是《资本论》三卷新译本。这三卷分别在1972年9月、12月和1974年11月出版。此前出版的第四卷分为三个分册收录在《全集》第26卷。1983年，中央编译局将法文《资本论》第一卷拉沙特尔版翻译，并由中国社会出版社出版。1990年，台湾《中国时报》出版公司在人民出版社新译本的基础上以“吴家驷”的笔名出版了“现代思想文库”系列丛书繁体字版《资本论》。1986年7月，中央编译局开始着手编译《马克思恩格斯全集》中文第二版，其中的第44、45和46卷就是《资本论》三卷。这三卷本中第44卷共1127页于2001年6月出版，由周亮勋审定；第45卷共627页于2003年4月出版，由王锡君和张仲朴审定；第46卷共1190页于2003年5月出版，由王锡君审定。这是中国出版的第十个资本论中文全译本。2009年12月，人民出版社与中央编译局编译了10卷本《马克思恩格斯文集》，其中的第5、6和7卷就是周亮勋、王锡君和张仲朴在《马克思恩格斯全集》第二版第44、45和46卷基础上稍作修订而来的三卷《资本论》中文版。《马克思恩格斯全集》中文第二版中收录的三卷《资本论》中文版与《马克思恩格斯全集》中文第一版中所收录的版本相比，前者在三卷的标题前增加了分册编号，增加了编辑说明和各卷的分布说明、介绍著作的写作背景、凡例等有助于引导阅读的内容，并将第一卷的法文本序言和跋合并。

### 朝鲜文
早在1919年，《资本论》就已经传入朝鲜半岛。1947年到1948年间，由首尔出版社最早开始出版三卷本《资本论》，实际完成了两卷共6个分册的出版活动。其中在1947年6月13日，由朝鲜《独立新报》刊登的《资本论》第一分册预定信息显示该书计划共分八个分册出版，由崔英徹、全锡淡和许东翻译。同年8月26日起，《独立新报》刊登的第二分册预定信息显示该书依据1933年苏联版翻译而成。1948年4月《独立新版》刊登的第四分册出版信息显示该书较以往日文版不同，书后另外收录了名目索引以及《关于〈资本论〉的书信》和《评阿·瓦格纳的〈政治经济学教科论〉》两篇。这四个分册就是《资本论》原书第一卷的内容，而第五、六分册则是第二卷的内容。在这几个分册的翻译中另外海参考了英文版、日文评论社版以及日文改造社版。之后这版《资本论》的出版工作因韩朝分治而被迫中断，所出版的书籍被封禁，主要翻译成员也都前往了朝鲜。1955年，朝鲜出版了一版《资本论》，由俄文版翻译而来。这一版本也被于同年在中国成立的“中央马列著作毛泽东著作翻译局”用于翻译参考，并最终在同时参考了日文版的情况下由中国民族出版社在1988年出版了朝鲜文版第一卷《资本论》以供朝鲜族民众阅读。1986年，韩国理论与实践出版社社长金泰庆委托姜信俊等六名学生将《马克思恩格斯文集》版《资本论》第一卷翻译为韩文并最终以金英民为假名于1987年9月出版。之后又在1988年到1990年7月以姜信俊本名翻译出版了第二和第三卷。1984年，预测到《资本论》迟早会在韩国解禁的比峰出版社社长朴基峰邀请校友金秀行开始着手翻译本书。这一版由英文版翻译而来，最终于1989年3月开始出版，并在1990年11月完成三卷发行。此后金秀行终生都在进行《资本论》的重新翻译和修订，直到去世。然而在这之前，韩国白衣出版社就在1990年5月率先完成了全部三卷本《资本论》的出版，其中第一卷和第二卷是翻版自朝鲜劳动党出版社1955年到1957年出版朝鲜文版的影印本，第三卷则修订自朝鲜科学百科全书出版社1983年版《马克思恩格斯全集》的第25卷。

### 其他语言译本
马克思逝世后，作为他著作遗产的监护人，恩格斯严格监督着所有译本的出版活动，以防止有歪曲马克思著作原意的拙劣翻译出现。即便如此，第一个意大利语版仍是在出版多年后才令恩格斯知晓。在恩格斯在世的时间里，还在1885年出版了《资本论》第一卷的丹麦文哥本哈根版，1886年出版了西班牙文马德里版，1894年出版了荷兰文阿姆斯特丹版。波兰文莱比锡版也在恩格斯的指导下，于1884年到1889年间陆续出版。恩格斯逝世前就已经有德语、俄语、法语、意大利语、英语、波兰语、丹麦语、荷兰语和西班牙语等9种语言出版了22个版本，其中包括18种第一卷、4种第二卷和一个德语版第三卷。除此之外，还有瑞典文版、罗马尼亚文版、格鲁吉亚文版、亚美尼亚文版、立陶宛文版、匈牙利文版、捷克文版、爱沙尼亚文版、拉脱维亚文版、保加利亚文版、越南文版、阿拉伯文版、摩尔达维亚文版以及南斯拉夫马其顿文版等等各种译文版本出版。据1967年苏联的不完整统计，《资本论》三卷已经有47种文字出版了约220多个版本。

## 传播与影响

### 英国
19世纪60年代，当英文版《资本论》的翻译计划尚在纸面上时，原宪章运动的领袖之一厄内斯特·琼斯就在伦敦和伯明翰等地举办了多场有关《资本论》的讲座，通过口头来宣传《资本论》。虽然当时英国社会上并没有英文全译本《资本论》，但是报刊上已经开始刊载《资本论》的选段了。1866年底1867年初，第一国际总委员会委员J·G·埃卡留斯在第一国际机关报《共和国报》上发表了一组反对对英工人贵族影响重大的资产阶级经济学家、实证主义哲学家约翰·斯图亚特·穆勒的文章。埃卡留斯在写这些文章时曾求助于马克思。之后这些文章被集结成册以德文出版，促进了英国对德文版《资本论》的了解。此外，埃卡留斯在《资本论》德文第一卷出版前就在伦敦第一国际机关报《蜂房报》上发表了本书序言中有关英国资本主义生产方式的部分。虽然埃卡留斯的译本对《资本论》在英国工人阶层中的传播起到了一定的作用，但恩格斯对译文的质量十分不满意。

### 美国
美国纽约的德文杂志《工人联盟》在1868年10月24日到1869年6月17日连载了《资本论》德文版第一卷的节选内容。《新时代》杂志在1871年5月13日以及27日也刊载了部分德文版第一卷内容。而在美国最早出现的英译本则是在1876年由《社会主义者》周刊连载13期的部分英译本第一卷。在1887年穆尔版英文《资本论》第一卷在英国出版后，1889年，这一版的盗版也出现在美国，这是《资本论》第一卷的英文全译本首次在美国流传。然而这一版未经恩格斯许可出版的版本却经广告商宣传为“关于怎样能迅速积累资本的书”。以至于这一版5000册很快就售光并在第二年再版。正式得到授权的版本直到1906年才经由查尔斯·H·科尔出版公司出版。

### 德国
在德国出版时，审查员因没有看懂而得出来本书对国家无害的结论，使得出版上市较为顺利。《资本论》德文第一卷出版后除了收到一些浮于表面的批评和攻击，并未在德语世界引起大量的反响。这被认为是资产阶级经济学家们刻意以冷处理来对待这部著作。为此，恩格斯在1867年开始撰写了一系列有关《资本论》第一卷的书评。考茨基于1886年在《新时代》杂志上发表的文章里对德文《资本论》第二卷进行了评述。直到第三卷1894年出版后，德语世界才掀起研究《资本论》的高潮。在德国各个出版社数十个出版版本中，数原民主德国柏林的迪茨出版社发行量为最，自1947年至1975年间，该社前后出版了21版。

### 沙俄、苏联、俄罗斯
俄国政治经济学研究体系最早习自英国古典政治经济学，而这些俄国经济学者早在19世纪下半夜就已经认识到马克思和李嘉图的重要性。在俄国政治经济学课堂内设立的课程都是建立在这两位经济学家的思想之上。基辅大学教授尼古拉·伊万诺维奇·季别尔早在其1871年的硕士毕业论文中就已经将马克思的货币资本理论视为亚当·斯密以及李嘉图学说的必然发展结果。马克思也注意到了季别尔的文章并在德文《资本论》第一卷第二版中赞扬了他的研究。在《资本论》德文第一卷于1872年出版时，俄国的知识分子就已经开始对其有所关注。俄文版《资本论》第一卷在俄国出版时，沙皇圣彼得堡书报审查委员会因书中内容论证方法严谨科学且论述不能使得读者都能理解和接受而批准出版。与在德国惨淡的销量相比，《资本论》在俄国的传播尽管遭到俄国官方的查禁以及管制，仍旧传播的非常顺利。经列宁统计，在十月革命前，俄国就已经公开发行了五个版本的俄文版《资本论》第一卷，以及两个版本的第二卷和第三卷。由于《资本论》中对封建专制的批评与俄国民粹派知识分子反对沙皇专制的主张相契合，《资本论》在俄国的早期传播与这批民粹派密不可分。因俄文版《资本论》的发行最终引发了1877年到1879年在民粹派与自由派之间有关俄国未来该走的道路的争论。这使得俄国成为了当时世界上讨论《资本论》最激烈的国家。这场牵扯到尤·茹柯夫斯基、米海洛夫斯基、季别尔以及契切林等人的辩论，极大的刺激了《资本论》在俄国的影响。柯瓦列夫斯基、拉甫罗夫等人将俄国发生的这场围绕《资本论》的辩论告诉了马克思，后者则反对把《资本论》中有关西欧资本主义的历史演变以及西欧民族的发展道路视作普遍适用的理论。1880年代之后，虽然民粹派坚持认为俄国资本主义并未得到发展，普列汉诺夫的“劳动解放社”仍然坚持《资本论》的基本观点，对民粹派的观点进行了批驳。列宁在1879年到1899年流放途中结合《资本论》中社会发展理论与俄国的现实，完成了《俄国资本主义的发展》。19世纪最后十年中，司徒卢威、普列汉诺夫以及丹尼尔逊等人围绕《资本论》中的观点进行了大量的论战，并最终分别形成了三个对资本主义态度的不同知识分子派别。在深刻研究了《资本论》的基础之上，列宁批判了俄国自由民粹派和合法马克思主义。他最终也得出了俄国具备爆发无产阶级革命的条件，为俄国十月革命打下了理论基础。列宁本人除了曾参与过《资本论》的翻译之外，也曾深入研究过这部著作，并在1888年到1894年给不同版本的《资本论》作了大量的批注。
十月革命之后，因苏维埃政权的建立，《资本论》在苏联得到了大力传播，在1917年到1950年代出现了各种《资本论》相关出版物。在列宁支持下，梁赞诺夫建立的世界上第一个马克思主义博物馆从收藏的8封书信原件，逐步扩展到大量马克思恩格斯相关文献原件和影印件，其中就包括两人对《资本论》相关的草稿、手稿以及笔记等。这些资料最终被用于整理和出版《马克思恩格斯全集》，其中就包含了《资本论》的相关卷次。苏维埃政府对《资本论》基本观点的普及十分重视，阿纳托利·卢那察尔斯基就在1921年批判了部分认为“无产者不需要学习《资本论》”的观点。由于苏维埃当局对斯捷潘诺夫的俄文译本进行了不断的修缮改进，这一版也成为了苏俄最流行的《资本论》俄文译本。《资本论》的基本观点也成为了苏联高等教育中的主要教学内容，在数代知识分子中广泛普及。苏联时期编纂的各类百科读物也大量收录《资本论》相关的词条，而列夫·列昂季耶夫等人编写的《资本论》通俗读物也推动了《资本论》的大众传播。

### 法国
作为马克思生前参与编纂的最后一个版本，法文版体现了马克思最新的研究成果。与在德国的境遇不同，法国政府认为该书充满了来自德国的玄学，因此得以获准出版。法文版的出版使得欧洲资产阶级经济学家被迫出来发表意见，就在法文版最后一册出版后的1876年9月1日，就有比利时经济学家拉弗勒在巴黎出版的《两大陆评论》杂志上发文批评《资本论》，并将马克思理论与巴师夏的资产阶级庸俗理论归位一类。19世纪80年代，法国出现了一系列围绕马克思主义经济学理论的争论和著作，其中比较著名的就是勒卢阿-博利约的著作。

### 意大利
无政府主义者最早在意大利开始了《资本论》的传播。在19世纪80到90年代，马克思经济学说就在意大利引发了激烈的论战。在马克思去世后，阿基尔·洛里亚发表文章断言马克思的理论不符合资本主义的实际情况，并声称马克思在《资本论》第一卷就已经承认了自己理论的矛盾，表示马克思没有打算《资本论》后续的出版。他的言论被恩格斯公开驳斥，并在《资本论》第三卷中对其进行了批判。

### 西班牙
1872年10月26日，作为第一国际马德里支部的机关报《解放报》（La Emancipación）上首次发表了有关《资本论》德文版第一卷的序言、法文版的前言（马克思致拉沙特尔的信），以及法文版各册的发售启事。1873年3月和4月时，该报又以《论货币转化为资本》为题，刊登了梅萨从法文版翻译而来的资本论第一卷第四至第六章。
萨克里斯坦的版本虽然严格参照原文翻译，但由于发行数量有限，并未产生足够的反响。

### 朝鲜半岛
依照韩国庆尚大学教授丁声镇的概括，《资本论》在朝鲜半岛的传播分为四个阶段。第一个阶段是1919年到1931年的传入时期，这是半岛地区在日本殖民时期马克思主义的兴起。第二阶段是1945年到1948年的第一次高潮时期，最早由日文版翻译而来的官方朝鲜语版《资本论》第一和第二卷就出版于这一时期。第三卷因朝鲜半岛的南北分治而没能成功出版，韩国也进入了近40年的封禁时期，《资本论》被列为禁书。1955年到1965年，《资本论》的传播在朝鲜进入到黄金时代。而韩国则在1987年后进入到第二次传播《资本论》的高潮，彼时军政府释放了曾出版过《资本论》第一卷的出版社社长。之后到1990年代初，韩国才首次完整出版三卷版《资本论》。其中知名度最高的是由金秀行翻译的比峰出版社版。而白衣出版社又将朝鲜版《资本论》影印本在韩国推出，率先将朝鲜版相关资料引入韩国社会。
《资本论》1987年韩文版翻译者姜信俊于2010年在东亚大学主持成立了马克思恩格斯研究所，开始着手翻译《马克思恩格斯全集》原文版。

### 日本
最早在日本介绍《资本论》的是福井準造，他在1899年有斐阁出版的《近世社会主义》一书中花了23页介绍《资本论》的主要内容。片山潜在其于1901年发表的《〈资本论〉及其著者马克思的地位》中向日本民众宣传马克思与《资本论》的主旨。1907年，山川均在《马克思的资本论》一文中介绍了《资本论》的行文安排。这些学者的努力使得日本群众对马克思及其学说有了较为深入的了解。然而随着1910年幸德事件的发生，日本的社会主义者遭到政府的严厉打压，原本按连载方式发表的安部矶雄版日文《资本论》第一卷也被迫中断发表。俄国十月革命后，日本的社会主义运动逐渐复苏，马克思恩格斯相关的著作也在这一时期开始被大量翻译成日文。仅1920年代，就有38种《资本论》日文译本出现，而其中由高畠素之翻译的三卷本也成为了中国早期《资本论》译者的参照本。1920年代末期，日本部分学者开始探讨市民社会理论。学者们试图通过研究《资本论》等著作来揭示资本主义向市民社会和社会主义的连续过渡，从而解答日本现代化进程中遇到的各种问题。内田义彦通过研究《资本论》，提出了“一物一价”是市民社会的价值法则。
在苏联解体后，日本的马克思主义研究曾一度陷入低潮，但在之后受到新自由主义的影响，日本社会掀起了研究《资本论》的热潮。的场昭弘、宫川彰、不破哲三等人的《资本论》研究书籍纷纷出版。由于日本对于马克思主义文献保存的重视，1867年德文首版1000册《资本论》第一卷，全球现存仅有约100册，其中有超过50册就被保存在日本，甚至超过了原出版地的德国。全球可确认的15册附有作者亲笔签名的资本论第一卷中有4册就被保存在日本的大学和研究院中。此外日本全境还收藏了43册第一卷第二版以及31册法文原版。

### 大中华区
1899年4月，英国传教士李提摩太与秘书蔡尔康共同编译，在《万国公报》第123期上作为《大同学》专栏第三章发表的《相竞相争之理》中首次提及“试稽近代学派，有讲求安民新学之一家，如德国之马克偲，主于资本者也。”这是中国报刊上首次提及马克思和《资本论》。1902年和1903年，梁启超曾在《新民丛报》上多次提到马克思和《资本论》中的观点。在1902年《新民丛报》10月16日第18号《进化论革命者颉德之学说》一文中，梁启超称马克思是“社会主义之泰斗”。1903年2月，赵必振翻译福井准造的《近世社会主义》一书由上海广智书局出版，书中第二篇《第二期之社会主义——德意志之社会主义》评价马克思的《资本论》是“一代之大著作”。马君武也于1903年2月在《译书汇编》第2号第11期发表了《社会主义与进化论比较》。其中提到《资本论》和马克思的观点，并将《资本论》列为马克思主义重要著作。这也是由文字记载最早的马克思主义著作书单。中国人最早写作的有关《资本论》介绍的文章是朱执信以笔名“势伸”在1906年《民报》第2、3号上发表的《德意志社会革命家小传》，文中花了300多字介绍了《资本论》的理论，这也是中国人著作中首次提到《资本论》书名的记载。1908年，由同盟会陕西籍成员创办的杂志《夏声》第3号刊上署名为侠魔的文章《二十世纪之新思潮》也介绍了《资本论》。1911年出版于天津的《维新人物考》中，有一章专门记述到了马克思，并明确到其最著名的著作就是《资本论》。1912年在上海出版的《新世界》杂志第二期上刊载朱执信翻译日本煮尘重治的《社会主义大家马尔克之学说》一文，首次对《资本论》的内容做了简要介绍。孙中山也在同一年10月14日到16日在上海中华大戏院所做的演讲中推崇马克思的《资本论》。此外，他还在上海《民报》上发表对中国社会党的演说，评析《资本论》的观点。
1917年十月革命后，中国人开始真正认识马克思列宁主义，毛泽东在《论人民民主专政》中就讲到“十月革命一声炮响，给我们送来了马克思列宁主义。”与此同时，《资本论》也开始在中国广泛传播。五四运动的爆发进一步促进了中国先进知识分子对马列主义的接受。1919年5月和11月，李大钊分别在《新青年》第六卷第5号和第6号纪念马克思百年诞辰的专号中发表了3万字的《我的马克思主义观》，特别介绍了《资本论》的内容。1920年1月，在天津与北洋军阀的斗争中被捕入狱的周恩来，在狱中宣传《资本论》。同年，毛泽东在长沙创办文化书社时也推销有关介绍《资本论》的书籍。1922年，李大钊在2月19日的《晨报》副刊上详细阐述了马克思主义经济学说的主要内容以及历史意义，宣传《资本论》的基本思想。1922年7月，陈独秀又在《新青年》第九卷第三号和第六号上发表的《社会主义批评》和《马克思学说》都对《资本论》有较多的介绍。同一时期，中国一些年轻学生以及共产党人都曾学习《资本论》的基本思想。中共四川党组织创始人之一的杨闇公曾在1924年8月2日的日记中提到“《资本论》是教科书啊！”。1927年，第一次国内革命战争失败后，中国共产党人加紧了引进马列主义著作的活动。1929年，李达在写《社会之基础知识》第二篇《现代社会之解剖》时，简单介绍了《资本论》第一卷的内容。
随着马克思学说在中国的传播，一些国外介绍《资本论》书籍也开始刊载或出版。1919年6月2日到11月11日，陈溥贤翻译了高畠素之的日文版考茨基《马氏资本论释义》在《晨报》副刊上连载。1920年9月商务印书馆将这些连载集结，以《卡尔·马克思经济学说》为名出版。这一书就介绍了《资本论》第一卷。这也是《资本论》的第一个中文诠释本。1920年9月，李汉俊根据米里·伊·马尔西《马格斯资本论入门》的日文版翻译后由社会主义研究社出版。这本书受到了李大钊和陈独秀等人的极力推崇。1934年，张学良就通过时任其机要秘书的潘冬舟学习了《资本论》。
抗日战争时期，同当时世界上许多国家一样，《资本论》书籍一开始在中国的传播也遭到了阻拦。同时期马列主义著作在中国被列为查禁书籍。就在首版3000册付印后，两位作者又修订完成了再版书稿。出版方的黄洛峰打算再版采用预约订购的形式发行，由正风出版社负责南京方面的预订工作。为此，正风出版社的创办人陈汝言设法在当时身为国民党党刊的《中央日报》上花费120万刊登书籍出版广告。最终，这则广告于1947年2月20日见报，就刊印在报头左侧的广告栏中。然而随着蒋介石发动了内战，1949年5月20日起，台湾省政府等开始执行“反共抗俄”文化政策，并查禁了《资本论》等书籍。
国民党原驻守天津的陈长捷在被俘关押功德林期间就托管理员购买《资本论》三卷进行研究。作为当时国民政府要员蒋介石长子的蒋经国曾于留学苏联期间学习过《资本论》。1939年，蒋经国就任江西省第四区行政督察专员兼保安司令时，其专员公署办公室的书橱中就陈列着中文版的《资本论》。他的继任者李登辉在日本就读大学期间就曾研读过包括《资本论》在内的马克思著作。台湾劳动党前主席吴荣元在1972年求学于台南成功大学时就接触过《资本论》等社会主义书籍。
国民政府大陆时期，《资本论》的流通并未被禁绝，到了迁往台湾时却也还是将其列为禁书之一。直至1987年，台湾地区解除了马克思主义书籍的出版限制。1990年，台湾的时报文化出版企业有限公司以吴家驷的译者名出版了《资本论》的中译本。1991年，《资本论》在台北评出的十佳书籍中位列榜首，首批400册虽然售价达到74美元，但上架后仍旧销售一空。

### 近代全球影响
许多近现代著名人士是《资本论》的读者，其中就包括爱因斯坦、奥本海默、村上春树、宫崎骏等。在日本、欧洲和美国的一些著名学校中都有专事研究《资本论》的学术团体，也开设有《资本论》相关的课程。2008年，随着作为当时全球第四大投资银行的雷曼兄弟银行倒闭，因美国次贷危机引起的全球金融危机，使得人们再次开始关注起马克思的《资本论》。德国卡尔迪茨出版社表示《资本论》的销量因此比前一年翻了两倍，甚至脱销六周。同年4月，韩国《教授新闻》在103位教授或知识分子中评选“对韩国社会产生重大影响的书籍”时，《资本论》排名第一。自。《资本论》对南非前总统曼德拉的影响，使其产生要将南非建立成无阶级自由国家的想法。时任德国财政部长施泰因布吕克公开承认自己有阅读《资本论》，法国前总统萨科齐也曾被目击阅读《资本论》。

## 评价
西方发展经济学创始人之一的约瑟夫·熊彼特高度评价《资本论》的思想。法国马克思主义批评者雷蒙·阿隆称《资本论》“从严格的意义上来说是一项天才的工程”。在研究过《资本论》后，孙中山称其为“有系统之学理”。毛泽东被认为是对《资本论》中的分析方法和逻辑十分认同的，并且运用了书中的观点来指导中国的社会主义实践。

### 负面评价
针对《资本论》的批评，主要集中在其内容等晦涩难懂。不论是德文原版还是早期的各个译本，均因书中的语言风格而使得读者难以消化书中内容。这一情况甚至在德文原版、英译本、俄文版和法文版出版时都被审查机构以读者未必能懂而不得顺利付梓。而书中反资本主义的立场和通过研究揭示资本主义必将消亡的观点，以及因时代变化而产生的超出书中语言的现实也得到了现代经济学界的非议。资产阶级经济学家约翰·梅纳德·凯恩斯评价《资本论》是一部“陈腐的经济学课本”不仅“在科学上是错误的”且“与现代世界经济没有关系也不相适应”。在《劝说集》中，凯恩斯将《资本论》称作是“一部过时的经济学教科书”。奥地利经济学家庞巴维克在《资本论》第三卷出版后写了一篇名为《卡尔·马克思及其体系的终结》（Zum Abschluss des Marxschen Systems）的120页长篇评论，批评马克思的思想没有建立在可观察的事实基础之上，因此得出的结论与真实世界相悖。美国政治哲学家艾伦·布鲁姆在他的著作《美国精神的封闭》中批评《资本论》过于理论化和抽象，认为其分析过于简化和不切实际。罗杰·斯克鲁顿指出《资本论》中的一些理论观点存在逻辑漏洞和不一致性，认为其对资本主义的批判缺乏客观性。
此外，也有评论者指马克思在《资本论》中观点前后矛盾，如在第一卷中对于资本家是增加还是减少等历史趋势。

## 脚注

### 引文
1. ↑  徐光春 (2018)，第310頁.
2. 1 2  刘永上 & 刘玉美 (2015)，第208頁.
3. ↑  洪远朋, 严法善 & 高帆 (2017)，第1頁.
4. 1 2  马涛 2018，第376頁
5. ↑  杨斌林 (2008)，第15頁.
6. ↑  马涛 2018，第376, 377頁
7. ↑  洪远朋, 严法善 & 高帆 (2019)，第92頁.
8. 1 2 3 4  马涛 2018，第377頁
9. ↑  洪远朋, 严法善 & 高帆 (2019)，第118頁.
10. ↑  洪远朋, 严法善 & 高帆 (2019)，第143頁.
11. 1 2  洪远朋 (2018b)，第4頁.
12. ↑  洪远朋 (2018b)，第1頁.
13. ↑  洪远朋, 严法善 & 高帆 (2019)，第166頁.
14. ↑  洪远朋 (2018c)，第384頁.
15. ↑  林波 (2008)，第1頁.
16. ↑  丹·克莱恩, 沙罗恩·沙蒂尔文 & 梁雅茜 (2017)，第85頁.
17. ↑  洪远朋, 严法善 & 高帆 (2019)，第9頁.
18. ↑  洪远朋, 严法善 & 高帆 (2019)，第10頁.
19. ↑  洪远朋, 严法善 & 高帆 (2019)，第10-11頁.
20. ↑  洪远朋, 严法善 & 高帆 (2019)，第12頁.
21. ↑  张大伟 & 张福公（2019年），第214页
22. ↑  杨金海, 李惠斌 & 艾四林 (2021)，第15頁.
23. ↑  刘伟 (2012)，第2頁.
24. ↑  蒋自强 (1989)，第47頁.
25. ↑  王安玲 & 卢昌军 (1998)，第18頁.
26. 1 2 3 4 5 6  徐光春 2018，第311頁
27. ↑  《图说历史》编委会 (2019)，第248-249頁.
28. 1 2 3  雍桂良 (1982)，第12頁.
29. ↑  邢来顺 & 吴友法 (2019)，第37頁.
30. 1 2  武文军 1985，第35頁
31. 1 2 3 4 5  周尚文 (1984)，第81頁.
32. ↑  武文军 1985，第36頁
33. ↑  洪远朋, 严法善 & 高帆 (2019)，第3頁.
34. 1 2 3 4 5 6 7  陶芝琳 2016，第189頁
35. ↑  张光明 & 罗传芳 (2018)，第149-150頁.
36. ↑  陈岱孙（1996年），第465页
37. ↑  中共中央马克思、恩格斯、列宁、斯大林著作编译局（1974年），第862页
38. 1 2  中共中央马克思、恩格斯、列宁、斯大林著作编译局（1974年），第866页
39. ↑  杨国昌 (1980)，第83頁.
40. 1 2 3 4  陶芝琳 2016，第190頁
41. 1 2  王志艳 2013，第95頁
42. ↑  陈岱孙（1996b年），第712页
43. 1 2  陈征 2017，第688頁
44. ↑  宋涛（1988年），第1129页
45. ↑  中共中央马克思、恩格斯、列宁、斯大林著作编译局 (1974)，第836頁.
46. ↑  陈征 2017，第689,690頁
47. 1 2 3  陈征 2017，第690頁
48. 1 2  张光明 & 罗传芳（2018年），第195页
49. ↑  陈征 (2017)，第690頁.
50. 1 2 3 4 5 6  纪尽善 (2015)，第1頁.
51. ↑  陈征 (2017)，第691頁.
52. 1 2  王志艳 (2013)，第94頁.
53. 1 2  周尚文 (1984)，第81-82頁.
54. 1 2 3 4  维戈茨基（1983年），第92页
55. 1 2 3 4 5 6  周尚文 (1984)，第82頁.
56. 1 2  维戈茨基（1983年），第94页
57. ↑  维戈茨基（1983年），第93页
58. 1 2 3  雍桂良 1982，第84頁
59. ↑  王天义 (2017)，第9-10頁.
60. 1 2  顾海良 (2020)，第136-137頁.
61. 1 2 3 4 5  顾海良 (2020)，第137頁.
62. 1 2 3 4  顾海良 (2020)，第148頁.
63. 1 2 3  顾海良 (2020)，第149頁.
64. ↑  中共中央马克思、恩格斯、列宁、斯大林著作编译局（1974年），第850页
65. 1 2  王志艳 (2013)，第96頁.
66. ↑  中共中央马克思、恩格斯、列宁、斯大林著作编译局 (1974)，第822頁.
67. ↑  张光明 & 罗传芳（2018年），第405页
68. ↑  张光明 & 罗传芳（2018年），第405-406页
69. ↑  中共中央马克思、恩格斯、列宁、斯大林著作编译局（1974年），第849页
70. 1 2 3 4 5 6 7 8  洪远朋, 严法善 & 高帆 2019，第14頁
71. 1 2  杨金海，李惠斌 & 艾四林（2021年），第14页
72. ↑  中共中央马克思、恩格斯、列宁、斯大林著作编译局（1974年），第864页
73. ↑  马健行 & 郭继严（1983年），第397页
74. 1 2 3 4 5 6 7 8 9  杨金海, 李惠斌 & 艾四林 (2021)，第16頁.
75. 1 2  杨金海, 李惠斌 & 艾四林 (2021)，第18頁.
76. ↑  雍桂良 (1982)，第84-85頁.
77. ↑  雍桂良 (1982)，第85-86頁.
78. ↑  雍桂良 (1982)，第86頁.
79. 1 2  雍桂良 1982，第88頁
80. ↑  刘乃勇 (2014)，第295-299頁.
81. ↑  赵洪（1987年），第230页
82. ↑  赵洪（1987年），第231页
83. 1 2  陈征 (2017)，第693頁.
84. 1 2 3  赵洪（1987年），第232页
85. 1 2 3  李成毅 (1992)，第323頁.
86. ↑  赵洪（1987年），第232-233页
87. ↑  陈雷 (2006)，第120頁.
88. ↑  陈征 (2017)，第694, 696頁.
89. 1 2  陈征 (2017)，第696頁.
90. 1 2 3 4  陈征 (2017)，第697頁.
91. ↑  中共中央马克思、恩格斯、列宁、斯大林著作编译局 (1974)，第820頁.
92. ↑  王瞻 (2021)，第26頁.
93. ↑  顾海良 (2020)，第135-136頁.
94. ↑  陈征 (2017)，第692頁.
95. ↑  顾海良 (2020)，第142-143頁.
96. ↑  陈征 (2017)，第698頁.
97. 1 2 3  顾海良 (2020)，第143頁.
98. ↑  陈征 (2017)，第699頁.
99. 1 2 3  杨金海, 李惠斌 & 艾四林 (2021)，第19頁.
100. ↑  顾海良 (2020)，第149-150頁.
101. ↑  顾海良 (2020)，第150頁.
102. ↑  洪远朋 (2018b)，第2頁.
103. ↑  杨金海, 李惠斌 & 艾四林 (2021)，第19，20頁.
104. 1 2  杨金海, 李惠斌 & 艾四林 (2021)，第20頁.
105. ↑  陈征 (2017)，第700頁.
106. ↑  洪远朋 (2018b)，第2-3頁.
107. 1 2  洪远朋 (2018b)，第3頁.
108. ↑  杨国昌 (1992)，第83頁.
109. ↑  陈征 (2017)，第694頁.
110. ↑  中共中央马克思、恩格斯、列宁、斯大林著作编译局 (1974)，第834頁.
111. 1 2 3 4  胡世祯 2012，第74頁
112. ↑  中共中央马克思、恩格斯、列宁、斯大林著作编译局（1974年），第826页
113. 1 2 3  杨国昌 1981，第102頁
114. 1 2 3 4 5 6 7 8 9 10  胡世祯 2012，第75頁
115. 1 2  张建华（2020年），第47页
116. 1 2 3  费多谢耶夫 1980，第477頁
117. 1 2  杨国昌 1992，第89頁
118. ↑  中共中央马克思、恩格斯、列宁、斯大林著作编译局 (1979)，第131頁.
119. 1 2  张建华（2020年），第46页
120. ↑  吴子浩 (1987)，第626頁.
121. 1 2 3 4 5 6  叶玉珍（1983年），第40页
122. ↑  费多谢耶夫（1980年），第792页
123. ↑  中共中央马克思、恩格斯、列宁、斯大林著作编译局（1974年），第848页
124. ↑  费多谢耶夫 (1980)，第477-478頁.
125. 1 2 3 4 5 6 7  费多谢耶夫 1980，第478頁
126. ↑  叶玉珍（1983年），第40-41页
127. 1 2 3  梁雪影 & 易杰雄 (2017)，第235頁.
128. ↑  杨国昌 (1981)，第66頁.
129. 1 2 3  洪远朋, 严法善 & 高帆 2017，第14頁
130. ↑  徐杰，陈光林 & 陈乃圣（1985年），第254页
131. 1 2  费多谢耶夫 1980，第479頁
132. 1 2  胡培兆 & 林圃 (1985)，第25頁.
133. 1 2  张建华（2020年），第48页
134. ↑  中共中央马克思、恩格斯、列宁、斯大林著作编译局 (1979)，第204頁.
135. ↑  杨国昌 (1981)，第67頁.
136. 1 2 3  刘洵（2022年），第4页
137. 1 2 3 4 5  杨国昌 1992，第91頁
138. ↑  张建华（2020年），第50页
139. 1 2 3 4 5  刘洵（2022年），第5页
140. ↑  费多谢耶夫 (1980)，第480頁.
141. 1 2 3 4 5  杨国昌 1981，第108頁
142. 1 2 3 4 5 6  董德兵 2014，第119頁
143. ↑  胡世祯 (2012)，第75-76頁.
144. 1 2 3 4 5 6 7 8 9  胡世祯 2012，第76頁
145. ↑  中共中央马克思、恩格斯、列宁、斯大林著作编译局（1974年），第837页
146. ↑  徐杰，陈光林 & 陈乃圣（1985年），第255页
147. ↑  中共中央马克思、恩格斯、列宁、斯大林著作编译局（1974年），第846页
148. ↑  徐杰，陈光林 & 陈乃圣（1985年），第255-256页
149. ↑  中共中央马克思、恩格斯、列宁、斯大林著作编译局（1974年），第838页
150. ↑  中共中央马克思、恩格斯、列宁、斯大林著作编译局 (1979)，第478-479頁.
151. 1 2 3 4 5 6 7 8 9 10 11  胡世祯 2012，第78頁
152. 1 2  洪远朋, 严法善 & 高帆 2017，第15頁
153. ↑  胡世祯 2012，第77頁
154. 1 2 3 4 5 6  杨国昌 1981，第109頁
155. ↑  中共中央马克思、恩格斯、列宁、斯大林著作编译局 (1979)，第405頁.
156. 1 2 3  杨国昌 1992，第94頁
157. 1 2 3  胡培兆 & 林圃 (1985)，第184頁.
158. 1 2  胡培兆 & 林圃 (1985)，第183-184頁.
159. 1 2  中国出版工作者协会 1984，第347頁
160. ↑  陈观烈 & 秦亚男 (1997)，第405頁.
161. ↑  杨国昌 (1981)，第110頁.
162. ↑  杨国昌 (1992)，第94-95頁.
163. 1 2 3 4 5 6  杨国昌 1992，第95頁
164. 1 2  杨国昌 (1981)，第111-112頁.
165. ↑  杨国昌 (1981)，第113-114頁.
166. ↑  杨国昌 (1981)，第115頁.
167. 1 2 3  （苏）乌罗耶娃 & 李光林 (1992)，第204頁.
168. 1 2  （苏）乌罗耶娃 & 李光林 (1992)，第205頁.
169. ↑  中共中央马克思、恩格斯、列宁、斯大林著作编译局 (1979)，第217頁.
170. 1 2 3 4 5 6  张秀琴 & 王志岸（2021年），第15页
171. ↑  中共中央马克思、恩格斯、列宁、斯大林著作编译局（1974年），第852页
172. 1 2 3 4  杨国昌 1981，第116頁
173. ↑  杨国昌 (1981)，第116頁.
174. ↑  杨国昌 (1981)，第116-117頁.
175. 1 2 3 4 5 6  杨国昌 1981，第117頁
176. ↑  杨国昌 (1992)，第96頁.
177. ↑  杨国昌 (1992)，第97頁.
178. 1 2 3  张秀琴 & 王志岸（2021年），第17页
179. ↑  钱运春 (2024)，第74頁.
180. ↑  杨国昌 (1981)，第120頁.
181. ↑  杨国昌 (1981)，第122頁.
182. ↑  徐杰，陈光林 & 陈乃圣（1985年），第262-263页
183. ↑  杨军 & 陈秋丰 (2022)，第287頁.
184. ↑  郑昕远 (2022)，第387頁.
185. 1 2 3 4  李晶文（2022年），第15页
186. ↑  韩佳辰, 李元立 & 高敬增 (1988)，第468頁.
187. ↑  费多谢耶夫（1980年），第805页
188. ↑  费多谢耶夫（1980年），第780页
189. 1 2 3 4 5 6 7  徐杰，陈光林 & 陈乃圣（1985年），第263页
190. ↑  赵洪（1980年），第79页
191. ↑  罗郁聪（1987年），第142页
192. ↑  许征帆，成保良 & 刘炯忠（1987年），第422页
193. ↑  恩格斯 (1966)，第5頁.
194. ↑  李继华, 冯铁金 & 周芳 (2013)，第175頁.
195. ↑  李晶文（2022年），第15-16页
196. ↑  复旦大学新闻系（1977年），第174页
197. 1 2 3  李晶文（2022年），第17页
198. ↑  李晶文（2022年），第18页
199. ↑  铁省林 & 房德久 (2012)，第112頁.
200. ↑  王行坤 (2022)，第520頁.
201. ↑  胡恒 (2016)，第228頁.
202. ↑  张广智 (1997)，第181頁.
203. ↑  李晶文（2022年），第20页
204. 1 2 3 4 5 6 7  朱炳聿（2022年），第24页
205. ↑  中共中央马克思、恩格斯、列宁、斯大林著作编译局 (1979)，第912頁.
206. ↑  费多谢耶夫（1980年），第794页
207. 1 2 3  朱炳聿（2022年），第25页
208. 1 2 3  朱炳聿（2022年），第26页
209. ↑  朱炳聿（2022年），第26-27页
210. 1 2 3 4 5  朱炳聿（2022年），第28页
211. ↑  张伟劼 (2021)，第512頁.
212. ↑  朱炳聿（2022年），第28-29页
213. 1 2 3 4  朱炳聿（2022年），第29页
214. ↑  朱炳聿（2022年），第31页
215. 1 2 3 4 5 6 7 8 9 10 11  杨国昌 1981，第124頁
216. 1 2 3 4 5 6  冈本博之 1993，第514頁
217. ↑  冈本博之 (1993)，第514-515頁.
218. 1 2 3  冈本博之 1993，第515頁
219. ↑  冈本博之 (1993)，第515-516頁.
220. 1 2 3 4 5 6  冈本博之 1993，第516頁
221. 1 2 3 4  杨国昌 (1992)，第98頁.
222. ↑  杨国昌 (1981)，第124-125頁.
223. ↑  杨国昌 (1992)，第98-99頁.
224. 1 2 3 4  杨国昌 (1992)，第99頁.
225. 1 2 3 4  杨国昌 1981，第125頁
226. ↑  宋涛（1988年），第991页
227. ↑  冈本博之 (1993)，第516-517頁.
228. 1 2 3 4 5 6 7 8 9  冈本博之 1993，第517頁
229. 1 2 3  张钟朴 1998，第32頁
230. 1 2 3 4  李卫生 1993，第36頁
231. 1 2 3 4 5 6  洪远朋 2018b，第7頁
232. 1 2 3  何干强 2001，第37頁
233. 1 2 3 4 5 6  潘世伟 & 徐觉哉 (2018)，第631頁.
234. ↑  潘世伟 & 徐觉哉 (2018)，第631-632頁.
235. ↑  胡培兆 & 林圃 (1985)，第133-134頁.
236. 1 2 3  宋涛 & 胡钧 2018，第341頁
237. 1 2 3 4  朱少伟 2018，第54頁
238. 1 2  郑璀 & 蓝德健 2017，第52頁
239. 1 2 3 4 5 6 7  熊月之 2005，第627頁
240. 1 2  吴杰 1980，第44頁
241. ↑  雍桂良 (1982)，第222頁.
242. 1 2  吴杰 1980，第42頁
243. 1 2 3 4 5 6  高阳 2010，第24頁
244. 1 2 3 4 5  吴杰 1980，第43頁
245. ↑  李惠斌 & 阮益嫘（2019年），第22-23页
246. ↑  高阳 (2010)，第24-25頁.
247. 1 2  吴杰 1980，第42-43頁
248. ↑  吴杰 (1980)，第43頁.
249. ↑  潘世伟 & 徐觉哉 (2018)，第632頁.
250. ↑  洪远朋, 严法善 & 高帆 (2017)，第17頁.
251. ↑  潘世伟 & 徐觉哉 (2018)，第632-633頁.
252. ↑  洪远朋 (2018b)，第7-8頁.
253. 1 2 3 4 5  高阳 2010，第25頁
254. ↑  陈思和 & 王德威 (2014)，第277頁.
255. ↑  陈思和 & 王德威 (2014)，第277-278頁.
256. 1 2 3 4 5  朱少伟 2018，第56頁
257. 1 2  雍桂良 1982，第223-224頁
258. 1 2 3  魏秀春 2016，第258頁
259. ↑  朱少伟 (2018)，第54-55頁.
260. 1 2 3 4 5 6 7 8  朱少伟 2018，第55頁
261. ↑  雍桂良 (1982)，第224頁.
262. ↑  云南省社会科学界联合会 (2017)，第93-94頁.
263. ↑  郑璀 & 蓝德健 (2017)，第51-52頁.
264. 1 2  辛锋 & 王思懿 2017，第76頁
265. 1 2 3 4 5  云南省社会科学界联合会 2017，第94頁
266. 1 2  郑璀 & 蓝德健 2017，第53頁
267. 1 2 3 4  云南省社会科学界联合会 2017，第95頁
268. ↑  郑璀 & 蓝德健 (2017)，第69頁.
269. ↑  朱少伟 (2018)，第55-56頁.
270. 1 2  郑璀 & 蓝德健 2017，第60頁
271. ↑  郑璀 & 蓝德健 (2017)，第60-61頁.
272. 1 2  郑璀 & 蓝德健 (2017)，第61頁.
273. 1 2 3  郑璀 & 蓝德健 2017，第67頁
274. ↑  郑璀 & 蓝德健 (2017)，第61-63頁.
275. ↑  郑璀 & 蓝德健 (2017)，第65頁.
276. ↑  云南省社会科学界联合会 (2017)，第95-96頁.
277. ↑  郑璀 & 蓝德健 (2017)，第64頁.
278. ↑  云南省社会科学界联合会 (2017)，第96頁.
279. ↑  杨国昌 (1981)，第136頁.
280. 1 2  郑璀 & 蓝德健 2017，第68頁
281. ↑  洪远朋 (2018b)，第8頁.
282. 1 2  洪远朋 2018，第313頁
283. 1 2 3 4  胡培兆 & 林圃 (1985)，第182頁.
284. ↑  胡培兆 & 林圃 (1985)，第181-182頁.
285. 1 2 3  洪远朋 2018，第314頁
286. 1 2 3  宋涛 2005，第43頁
287. ↑  何干强 (2001)，第37-38頁.
288. ↑  高阳 (2010)，第25-26頁.
289. 1 2  高阳 2010，第26頁
290. ↑  高阳 (2010)，第26-27頁.
291. 1 2 3 4 5 6  张大伟 & 张福公（2019年），第215页
292. 1 2 3 4  洪涛 & 韩志伟（2021年），第32页
293. ↑  洪涛 & 韩志伟（2021年），第30-31页
294. ↑  洪涛 & 韩志伟（2021年），第31-32页
295. ↑  洪涛 & 韩志伟（2021年），第31页
296. ↑  吴婧 & 吴云云（2017年），第29页
297. 1 2  吴婧 & 吴云云（2017年），第28页
298. ↑  金寿铁（2018年），第1页
299. 1 2 3 4  洪涛 & 韩志伟（2021年），第33页
300. ↑  洪涛 & 韩志伟（2021年），第32-33页
301. ↑  洪涛 & 韩志伟（2021年），第33-34页
302. 1 2  洪涛 & 韩志伟（2021年），第34页
303. ↑  胡世祯 (2012)，第74-75頁.
304. ↑  朱传棨 (2018)，第198頁.
305. ↑  洪远朋, 严法善 & 高帆 (2017)，第15頁.
306. ↑  杨国昌 (1992)，第99-100頁.
307. ↑  李成毅 (1992)，第324頁.
308. ↑  中共中央马克思、恩格斯、列宁、斯大林著作编译局（1974年），第856页
309. 1 2 3 4 5  （苏）乌罗耶娃 & 李光林 (1992)，第206頁.
310. ↑  中共中央马克思、恩格斯、列宁、斯大林著作编译局（1974年），第815页
311. 1 2  张秀琴 & 王志岸（2021年），第16页
312. ↑  张秀琴 & 王志岸（2021年），第16-17页
313. ↑  上海孙中山宋庆龄文物管理委员会 (2005)，第110頁.
314. 1 2 3  谭顺 (2017)，第11頁.
315. 1 2  王校楠 (2019)，第52頁.
316. ↑  王瞻 (2021)，第24-25頁.
317. ↑  王瞻 (2021)，第25頁.
318. ↑  王校楠 (2019)，第51-52頁.
319. ↑  费多谢耶夫（1980年），第787页
320. 1 2  刘洵（2022年），第3页
321. ↑  陈岱孙（1996b年），第1024页
322. ↑  陈岱孙（1996b年），第1024-1025页
323. ↑  刘洵（2022年），第4-5页
324. ↑  张静（2020年），第121页
325. ↑  中共中央马克思、恩格斯、列宁、斯大林著作编译局 (1979)，第723頁.
326. ↑  张静（2020年），第121-122页
327. ↑  陆剑杰 (2014)，第19頁.
328. ↑  张静（2020年），第122页
329. 1 2 3  刘洵（2022年），第6页
330. ↑  张静（2020年），第123-124页
331. ↑  张静（2020年），第124页
332. ↑  张静（2020年），第126页
333. ↑  刘洵（2022年），第6-7页
334. 1 2 3 4  刘洵（2022年），第7页
335. ↑  刘洵（2022年），第7-8页
336. 1 2  苏联共产党中央马克思列宁主义研究院 (1983)，第113-114頁.
337. ↑  中共中央马克思、恩格斯、列宁、斯大林著作编译局（1974年），第842页
338. ↑  张庆熊（2017年），第63页
339. 1 2  苏联共产党中央马克思列宁主义研究院（1983年），第114页
340. ↑  《哲学大辞典·中国哲学史卷》编辑委员会（1990年），第1029页
341. 1 2  苏联共产党中央马克思列宁主义研究院（1983年），第116页
342. 1 2  宋涛（1988年），第908页
343. ↑  苏联共产党中央马克思列宁主义研究院（1983年），第116-117页
344. ↑  山东师范学院外语系俄语教研室（1981年），第393页
345. ↑  山东师范学院外语系俄语教研室（1981年），第393-394页
346. 1 2 3  洪涛 & 韩志伟（2021年），第26页
347. 1 2  （韩）丁声镇（2010年）
348. ↑  金寿铁（2018年），第1-2页
349. ↑  商紫君（2021年），第34-35页
350. 1 2 3 4 5 6  商紫君（2021年），第35页
351. ↑  商紫君（2021年），第36页
352. ↑  商紫君（2021年），第35-36页
353. ↑  商紫君（2021年），第37页
354. 1 2  王凤才 & 袁梵（2020年），第85页
355. ↑  洪涛 & 韩志伟（2021年），第30页
356. 1 2  大村泉 & 盛福刚（2018年），第23页
357. ↑  雍桂良 (1982)，第217頁.
358. ↑  宋涛 & 胡钧 (2018)，第338頁.
359. ↑  宋涛 & 胡钧 (2018)，第338-339頁.
360. 1 2 3  李军林 2013，第213頁
361. 1 2 3 4  宋涛 & 胡钧 2018，第339頁
362. 1 2  胡世祯 2012，第80頁
363. ↑  吉林省图书馆学会 (1988)，第54頁.
364. ↑  李军林 (2013)，第214頁.
365. ↑  潘世伟 & 徐觉哉 (2018)，第630頁.
366. ↑  雍桂良 (1982)，第218-219頁.
367. ↑  雍桂良 (1982)，第219頁.
368. 1 2 3 4 5  宋涛 & 胡钧 2018，第340頁
369. 1 2  洪远朋, 严法善 & 高帆 2019，第18頁
370. 1 2  雍桂良 (1982)，第221頁.
371. ↑  雍桂良 (1982)，第221-222頁.
372. ↑  田子渝 (2004)，第200頁.
373. ↑  宋平 (2006)，第186-187頁.
374. ↑  杨立武 (2015)，第210-211頁.
375. 1 2  雍桂良 1982，第224-225頁
376. ↑  中共中央宣传部出版局 (1996)，第25, 30頁.
377. ↑  魏秀春 (2016)，第258-259頁.
378. ↑  魏秀春 (2016)，第259頁.
379. ↑  中共中央宣传部出版局 (1996)，第30頁.
380. ↑  陈飞宝 (2007)，第211-212頁.
381. ↑  杨斌林 (2008)，第16頁.
382. ↑  臧杰 (2013)，第1、3頁.
383. ↑  罗旋 (2016)，第4、20頁.
384. ↑  李京 (2019)，第161, 163頁.
385. ↑  徐宝璜 (2010)，第525頁.
386. ↑  祝勇 (2001)，第380頁.
387. ↑  崔友平等（2022年），第35页
388. ↑  杨斌林 (2008)，第14頁.
389. 1 2  何干强 2001，第36頁
390. ↑  邓晓芒 (2021)，第158頁.
391. ↑  姜昊骞 (2021)，第97頁.
392. ↑  林少华 (2013)，第189頁.
393. ↑  吕锋 (2014)，第17頁.
394. ↑  郑奎飞 (2015)，第27頁.
395. ↑  谭顺 (2017)，第1頁.
396. 1 2  郑奎飞 2015，第28頁
397. ↑  （韩）林昇秀（2011年），第2页，前言
398. ↑  郑文阳 & 郝火炬（2014年），第72页
399. ↑  何干强 (2001)，第35頁.
400. ↑  张建华（2020年），第45页
401. ↑  赵兴胜 (2016)，第1167頁.
402. ↑  中共中央党校文史教研部 & 博览群书杂志社 (2021)，第306-308頁.
403. ↑  谭顺 (2017)，第10頁.
404. ↑  谭顺 (2017)，第9、12頁.
405. ↑  谭顺 (2017)，第7-8頁.
406. ↑  魏埙 (2019)，第336頁.
407. ↑  （德）约尔格·吉多·许尔斯曼, 黄华侨 & 梁捷 (2016)，第93-94頁.
408. ↑  王海波 (2023)，第106頁.
409. ↑  张宝明 (2019)，第135頁.